# Marqués de La Fayette
Gilbert du Motier, marqués de La Fayette (de nombre completo Marie-Joseph Paul Yves Roch Gilbert du Motier) (pronunciación en francés: /maʁki də la fajɛt/), conocido como La Fayette o Lafayette (Castillo de Chavaniac-Lafayette, departamento del Alto Loira, región de Auvernia; 6 de septiembre de 1757-París, 20 de mayo de 1834), fue un militar, aristócrata y político francés. Luchó como general por los Estados Unidos en la Guerra de independencia (contra el Imperio británico), siendo considerado uno de los héroes revolucionarios. A raíz de su participación fue un amigo cercano de George Washington, Alexander Hamilton y Thomas Jefferson. Además Lafayette fue una figura clave (general del ejército revolucionario) en la Revolución Francesa de 1789 y en la Revolución de Julio de 1830, así como miembro de la Asamblea Nacional y comandante de la Guardia Nacional de París.
Nacido en Chavaniac, en la provincia de Auvernia en el sur central de Francia, Lafayette provenía de una antigua familia adinerada y terrateniente. Siguió la tradición militar de su familia y fue nombrado oficial a los 19 años de edad. Estaba convencido de que la causa estadounidense en su guerra revolucionaria era noble, por lo que viajó al Nuevo Mundo buscando la gloria. Allí fue nombrado mayor general, aunque al inicio no le pusieron tropas a su mando. Resultó herido en la Batalla de Brandywine, pero aun así pudo organizar una retirada ordenada. Sirvió con distinción en la Batalla de Rhode Island. En medio de la guerra, regresó a casa para conseguir un mayor apoyo francés y volvió a América en 1780, donde le otorgaron altos cargos en el Ejército Continental. En 1781 las tropas bajo su mando en Virginia bloquearon a las fuerzas lideradas por Cornwallis hasta que otros refuerzos estadounidenses y franceses pudieran posicionarse para el decisivo Sitio de Yorktown.
Lafayette regresó a Francia y, en 1787, fue designado para participar en la Asamblea de Notables convocada en respuesta a la crisis fiscal. Fue elegido miembro de los Estados Generales de 1789, donde representantes de las tres órdenes tradicionales de la sociedad francesa se reunieron (el clero, la nobleza y la plebe). Ayudó a escribir la Declaración de los Derechos del Hombre y del Ciudadano con la asistencia de Thomas Jefferson. Después de la toma de la Bastilla, Lafayette fue nombrado comandante en jefe de la Guardia Nacional e intentó adoptar una postura intermedia en el transcurso de la Revolución Francesa. En agosto de 1792, las facciones radicales ordenaron su arresto, por lo que huyó a Bélgica. Sin embargo, fue capturado por las tropas austriacas y pasó más de cinco años en prisión.
Lafayette retornó a Francia después de que Napoleón Bonaparte garantizara su liberación en 1797, aunque rehusó participar en el gobierno de Napoleón. Después de la Restauración Borbónica de 1814, se convirtió en un miembro liberal de la Cámara de Diputados, un cargo que mantendría por la mayoría del resto de su vida. En 1824, el presidente James Monroe invitó a Lafayette a los Estados Unidos como un invitado de la nación; durante el viaje, visitó todos los 24 estados de la unión, recibiendo una intensa acogida. Durante la Revolución de Julio de Francia en 1830, Lafayette rehusó el ofrecimiento de convertirse en un dictador francés. En cambio, apoyó a Luis Felipe como rey, pero se puso en su contra cuando el monarca se volvió autocrático. Lafayette murió el 20 de mayo de 1834, siendo enterrado en el Cementerio de Picpus en París, bajo tierra de Bunker Hill. Por sus logros tanto en el servicio de Francia como de Estados Unidos, es conocido como "El Héroe de Dos Mundos".

## Juventud

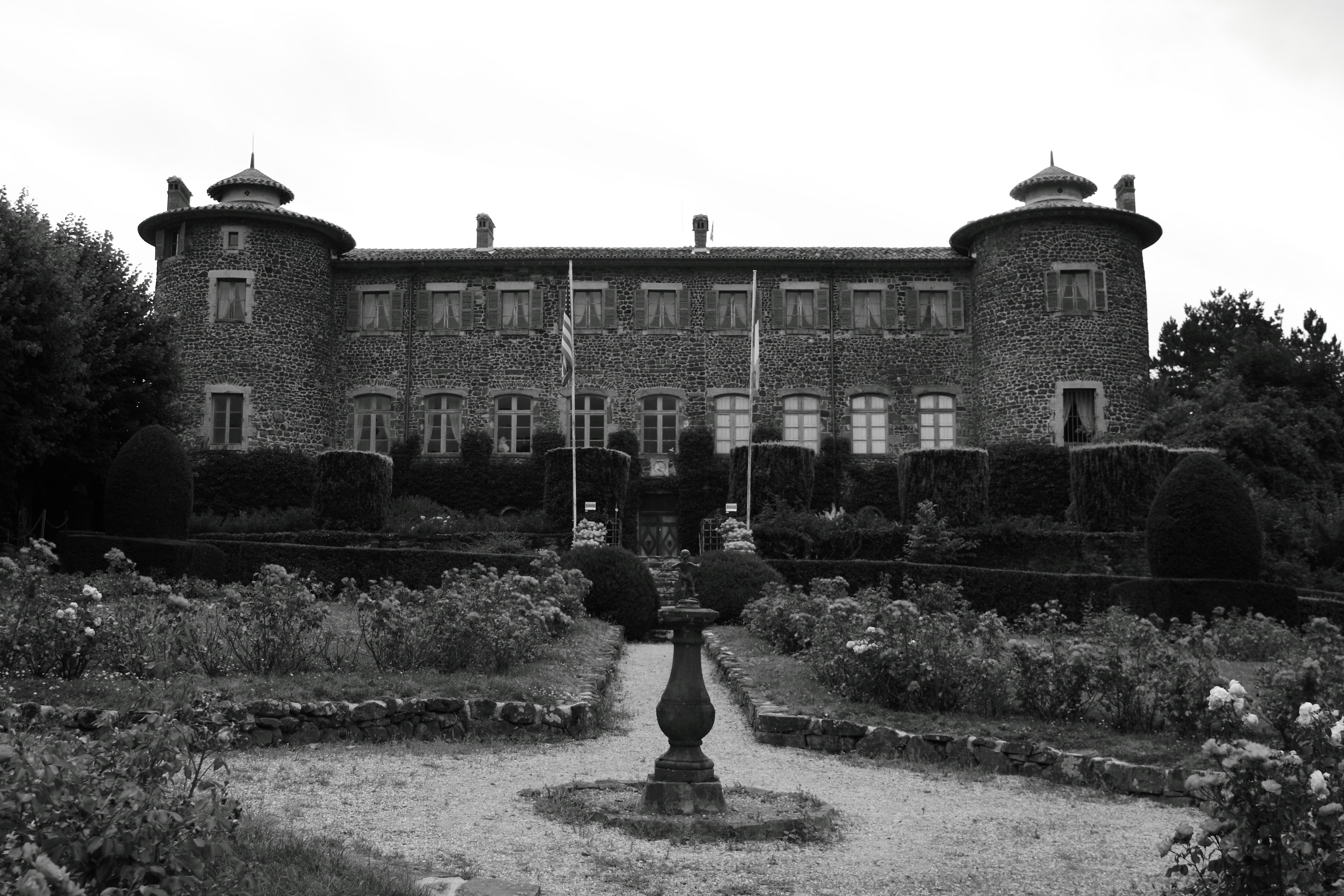
El lugar de nacimiento de Lafayette en Chavaniac, Auvernia

Hijo de Michel Louis Cristophe Roch Gilbert Paulette du Motier, marqués de Lafayette, coronel de granaderos, y de Marie Louise de La Rivière, nació en el Château de Chavaniac, en Chavaniac, cerca de Le Puy-en-Velay, en la provincia de Auvernia (hoy, Alto Loira).
El linaje de Lafayette parece ser uno de los más antiguos en Auvernia. Los miembros de la familia eran conocidos por su desprecio hacia el peligro. Su ancestro Gilbert de Lafayette III, Mariscal de Francia, era un compañero de armas que en 1429 capitaneó al ejército de Juana de Arco en Orléans. Un bisabuelo de Lafayette (el abuelo paterno de su madre) fue el (conde) Comte de la Rivière, que hasta su muerte en 1770 fue comandante de los Mosqueteros de la Guardia, o Mosqueteros Negros, la guardia personal del rey Luis XV. De acuerdo a la leyenda, otro ancestro adquirió la Corona de espinas durante la Sexta Cruzada. El tío de Lafayette Jacques-Roch murió peleando contra los austriacos y el título de marqués pasó a su hermano Michel.
El padre de Lafayette, Michel de Lafayette, murió el 1 de agosto de 1759 al ser golpeado por una bala de cañón mientras peleaba contra la coalición liderada por los británicos en la Batalla de Minden en Westfalia. Lafayette se convirtió en marqués y Señor de Chavaniac, pero los bienes le fueron otorgados a su madre hasta su mayoría de edad. Devastada por la muerte de su esposo, se fue a vivir a París con su padre y abuelo. Lafayette fue criado por su abuela materna, Mme de Chavaniac, quien trajo el sentimiento de un hogar a la familia con sus dotes.
En 1768, cuando Lafayette tenía 11 años, fue convocado a París para vivir con su madre y bisabuelo en la casa del conde en el Palacio de Luxemburgo. El niño fue enviado al Collège du Plessis (Liceo Louis-le-Grand), y se decidió que seguiría la tradición militar de la familia. El conde de la Rivière, el bisabuelo del joven, registró al niño en un programa de entrenamiento para futuros Mosqueteros. La madre de Lafayette y su abuela murieron el 3 y 24 de abril de 1770, respectivamente, dejando a Lafayette una herencia de 25,000 libras. Al fallecer su tío, el joven Lafayette de 12 años heredó una ganancia anual generosa de 120,000 libras.
En mayo de 1771, Lafayette fue comisionado subteniente en los Mosqueteros. Sus deberes eran en su mayoría ceremoniales (él continuaba sus estudios de manera normal), e incluían marchar en desfiles y presentarse al Rey Luis. El año siguiente, Jean-Paul-François de Noailles, Duque d'Ayen, estaba buscando novio a una de sus cinco hijas. El joven Lafayette, de 14 años de edad, parecía un buen partido para su hija de 12 años, Marie Adrienne Françoise, por lo que el duque habló con el tutor del joven (el tío de Lafayette, el nuevo conde) para negociar un acuerdo. Sin embargo, la esposa del duque se opuso al matrimonio arreglado, pues sentía que la pareja, y especialmente su hija, eran muy jóvenes todavía. Se arregló el asunto al acordar que no se mencionaría el plan de matrimonio durante dos años, tiempo en el cual los prometidos se reunirían de vez en cuando para conocerse mejor, aparentemente por casualidad. El plan funcionó; se enamoraron y fueron felices juntos, desde el inicio de su matrimonio en 1774 hasta la muerte de ella en 1807.

## Salida de Francia

### Encontrando una causa

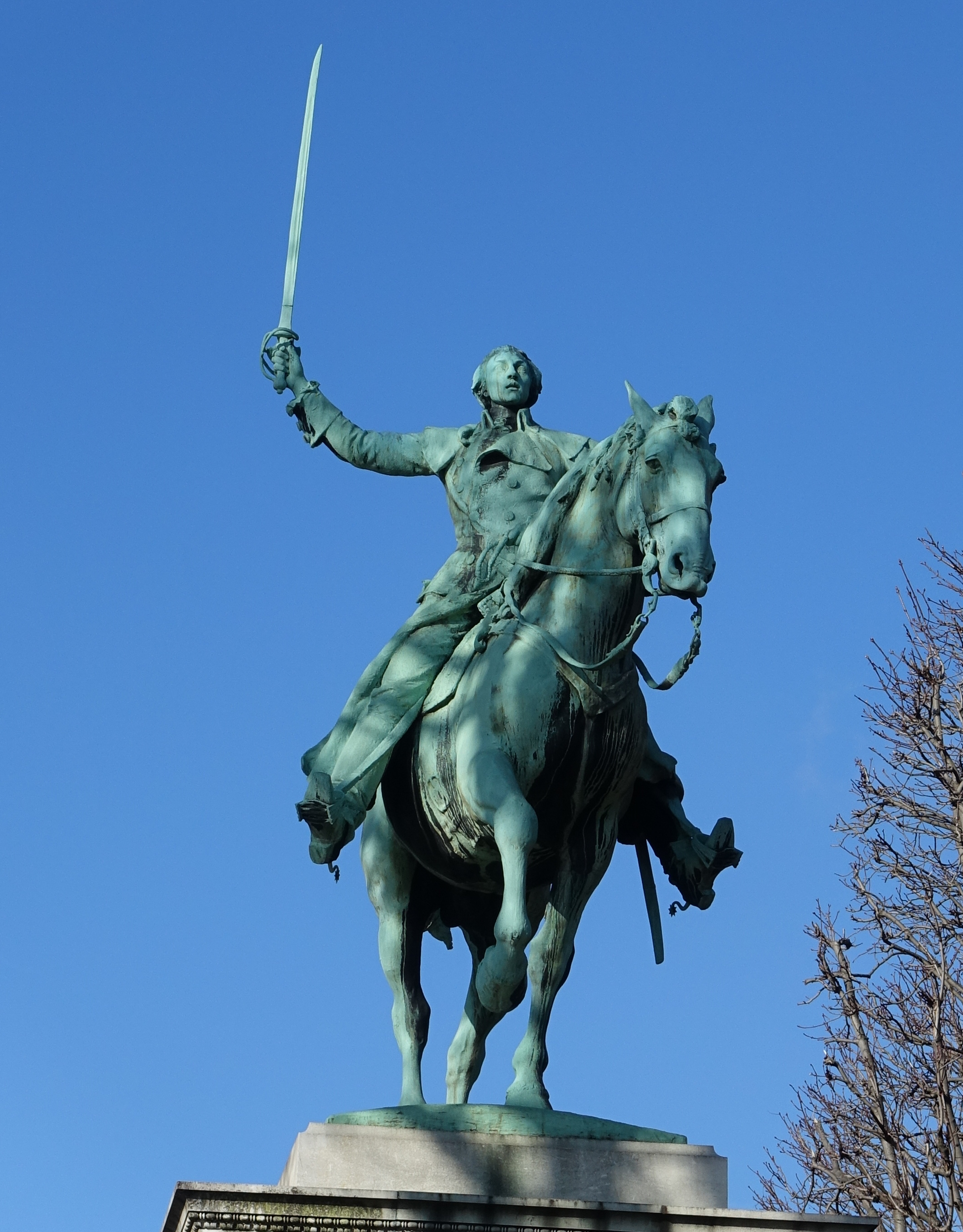
Estatua de Lafayette en frente del Palacio del Gobernador en Metz, donde decidió unirse a la causa estadounidense.

Después de que el contrato de matrimonio se firmase en 1773, Lafayette vivió con su joven esposa en la casa de su suegro en Versalles. Continuó su educación, tanto en la escuela de equitación en Versalles (entre sus compañeros estudiantes estaba el futuro Carlos X) como en la prestigiosa Academia de Versalles. Se le ascendió a teniente en los Dragones de Noailles (caballería) en abril de 1773, la transferencia desde el regimiento real siendo realizado a petición del suegro de Lafayette.
En 1775, Lafayette tomó parte en el entrenamiento de su unidad en Metz, donde conoció a Charles-François de Broglie, marqués de Ruffec, el comandante del Ejército del Este. En la cena, hablaron acerca de la actual rebelión contra el régimen británico por las colonias estadounidenses del Imperio británico. Una perspectiva historiográfica sugiere que el marqués estaba predispuesto a odiar a los británicos por matar a su padre, además de sentir que una derrota británica podría mermar internacionalmente la categoría de la nación. Otra señala que el marqués se había convertido en masón, por lo que las conversaciones de rebelión "encendía su imaginación caballerosa - y ahora repleta de masonería - con descripciones de los americanos como 'gente peleando por la libertad'".

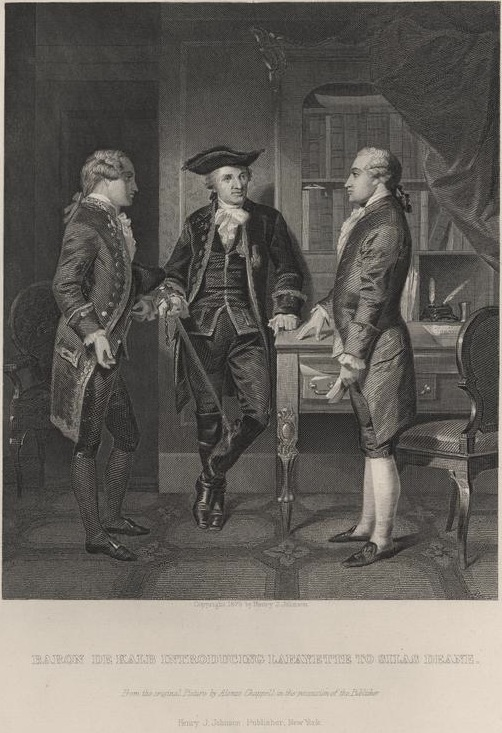
Grabado de Alonzo Chappel (1879) de Silas Deane cuando Lafayette (centro) fue presentado por el Barón Johann de Kalb (izquierda)

En septiembre de 1775, al cumplir Lafayette 18 años, regresó a París y recibió la capitanía de los Dragones que le había sido prometida como regalo de bodas. En diciembre, nació su primera hija, Henriette. Durante estos meses, Lafayette se convenció de que la Revolución norteamericana reflejaba sus propias creencias, diciendo "Mi corazón estaba dedicado."
El año 1776 vio negociaciones delicadas entre agentes estadounidenses, incluyendo a Silas Deane, a Luis XVI y a su Ministro de Relaciones Exteriores Carlos, Conde de Vergennes. El rey y su ministro esperaban que al proveer a los estadounidenses de armas y oficiales, podrían restaurar la influencia francesa en América del Norte, y así vengarse de los británicos por la derrota en la Guerra de los Siete Años. Cuando Lafayette escuchó que los oficiales franceses estaban siendo enviados a América, exigió estar entre ellos. Conoció a Deane y consiguió la inclusión a pesar de su juventud. El 7 de diciembre de 1776, Deane reclutó a Lafayette como mayor general.
El plan de mandar oficiales franceses (así como otros tipos de ayuda) a América se vino abajo cuando los británicos se enteraron y amenazaron con la guerra. El suegro de Lafayette, de Noailles, regañó al joven y le dijo que fuera a Londres a visitar al marqués de Noailles, el embajador de Gran Bretaña y el tío político de Lafayette, lo cual hizo en febrero de 1777, sin abandonar sus planes de ir a América. Lafayette fue presentado a Jorge III, y pasó tres semanas en la sociedad de Londres. Al regresar a Francia, se ocultó de su suegro (y oficial superior) escribiéndole sobre sus planes de viajar a América. De Noailles estaba furioso, por lo que logró convencer a Luis de que promulgase un decreto que prohibía a los oficiales franceses servir en América, especificando el nombre de Lafayette. Vergennes pudo haber convencido al rey de ordenar el arresto de Lafayette, pero esto es incierto.

### Salida a América

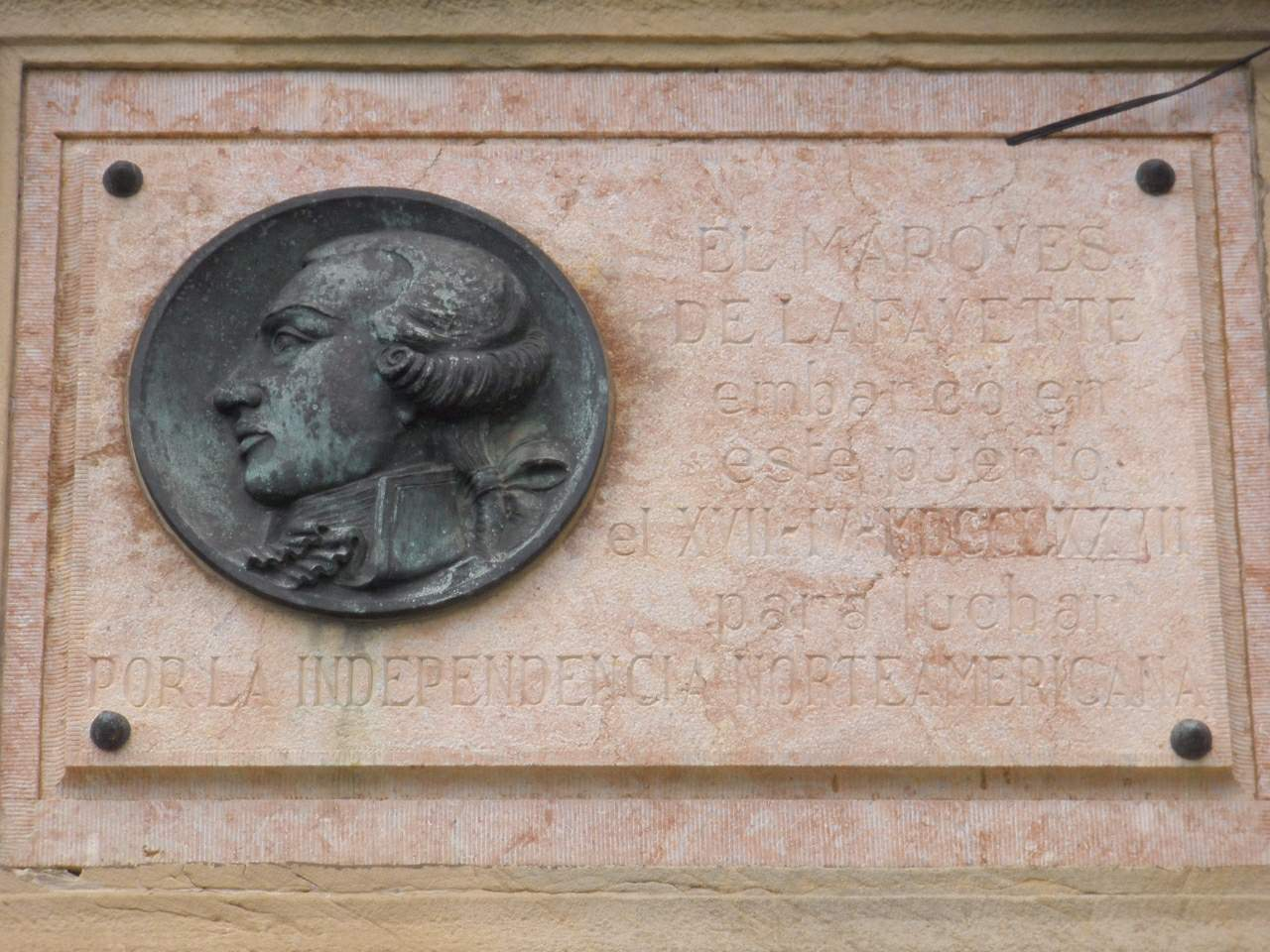
Memorial del marqués de La Fayette en Pasajes de San Juan, Guipúzcoa, España

Lafayette se enteró de que el Congreso Continental no tenía dinero para su viaje; por lo tanto, adquirió el barco La Victoire (La Victoria) con sus propios fondos. Marchó a Burdeos, donde La Victoire estaba siendo preparada para el viaje, además envió a un mensajero para saber la reacción de su familia a la situación. La respuesta, incluyendo cartas de su esposa y otros familiares, llevó a Lafayette a una crisis emocional. Poco después de su partida, ordenó que la nave regresara a Burdeos, lo que causó frustración a los oficiales que viajaban con él. El comandante del ejército que estaba ahí le ordenó a Lafayette que se reportara con el regimiento de su suegro en Marsella. De Broglie, quien esperaba convertirse en un líder político y militar en América, se encontró con Lafayette en Burdeos y lo convenció de que el gobierno en realidad quería que se fuera. Esto no era verdad, aunque había un apoyo público considerable para Lafayette en París, donde la causa americana era popular. Lafayette quería creerlo, por lo que pretendió seguir las órdenes de reportarse en Marsella, al viajar unas cuantas millas al este antes de regresar a su bote. La Victoire zarpó a Norteamérica el 20 de abril de 1777.
La Victoire  recaló en el puerto de Pasaia, concretamente en el muelle de Pasajes de San Juan, con el propósito de aprovisionarse de armas procedentes de las fábricas guipuzcoanas y completar la tripulación del barco.
El viaje de dos meses al Nuevo Mundo fue marcado por los mareos y el aburrimiento. El capitán de la nave pretendía parar en las Antillas para vender carga, pero Lafayette, temiendo el arresto, compró la mercancía para evitar el atraque en las islas. Llegó a la isla del norte cerca de Georgetown (Carolina del Sur) el 13 de junio de 1777.

## Revolución estadounidense
Al llegar, Lafayette conoció al mayor Benjamin Huger, un terrateniente adinerado, con quien se queda dos semanas antes de partir a Filadelfia. El Congreso Continental se había visto abrumado por oficiales franceses reclutados por Deane, muchos de los cuales no hablaban inglés o les faltaba experiencia militar. Lafayette había aprendido un poco de inglés en el camino (lo dominó en un año después de su llegada), y su masonería le abrió muchas puertas en Filadelfia. Después Lafayette se ofreció a servir sin paga. El Congreso lo nombraría mayor general el 31 de julio de 1777. Los partidarios de Lafayette incluían al recientemente enviado estadounidense a Francia, Benjamin Franklin, quien por correspondencia alentó al Congreso a acoger al joven francés.
El general George Washington, comandante en jefe del Ejército Continental, llegó a Filadelfia para informar al Congreso de asuntos militares. Lafayette lo conoció en una cena el 5 de agosto de 1777; de acuerdo con Leepson, "los dos hombres formaron un vínculo casi inmediatamente." Washington estaba impresionado por el entusiasmo del joven y estaba predispuesto a pensar bien de un compañero masón; Lafayette estaba simplemente impresionado por el general. El general Washington llevó al francés a visitar su campamento militar; cuando Washington expresó vergüenza por su estado y por el de las tropas, Lafayette respondió: "estoy aquí para aprender, no para enseñar." Se volvió parte del personal de Washington, aunque surgió confusión respecto a su estatus. El Congreso pensaba que su nombramiento era a título honorario, mientras que él se consideraba a sí mismo un comandante completo a quien le darían el mando de una división cuando Washington lo considerara adecuado. Washington le dijo a Lafayette que una división sería imposible, ya que era un extranjero, pero que estaría feliz de llamarlo en confianza "amigo y padre".

### Brandywine, Valley Forge, y Albany

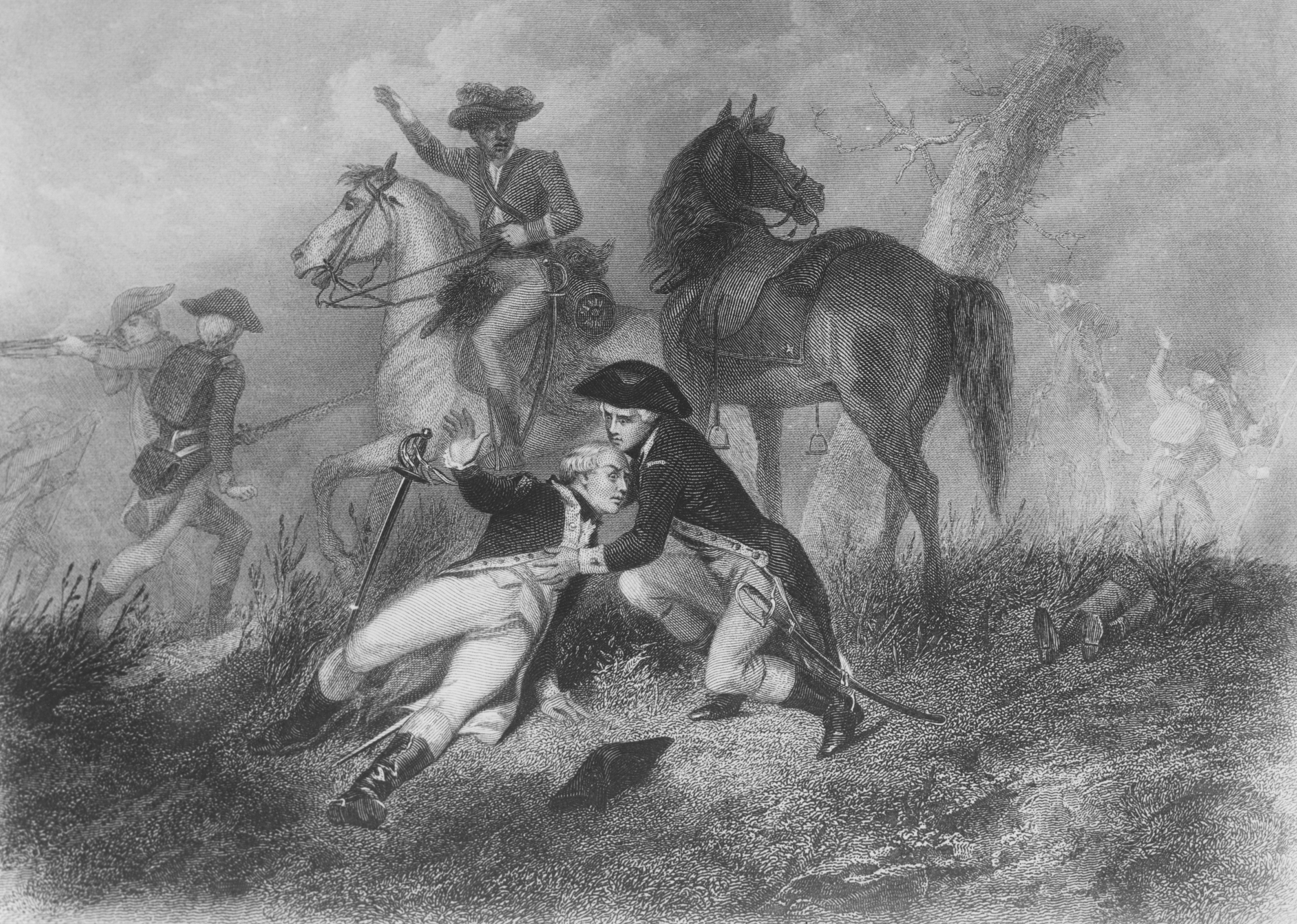
Lafayette herido en la batalla de Brandywine

La primera batalla de Lafayette fue en Brandywine el 11 de septiembre de 1777. El comandante general británico, el general William Howe, planeaba tomar Filadelfia al trasladar sus tropas al sur por barco a la Bahía de Chesapeake (en lugar de la fuertemente defendida Bahía de Delaware) y después llevarlas por tierra a la capital rebelde. Después de que los británicos flanquearon a los estadounidenses, Washington envió a Lafayette para unirse al general John Sullivan. Al llegar, Lafayette se fue junto con la Tercera Brigada de Pensilvania, a las órdenes del brigadier Thomas Conway, e intentaron reorganizar la unidad para enfrentar al ataque. Las superiores fuerzas británicas y hesianas (soldados alemanes mercenarios) continuaron avanzando y Lafayette fue herido en la pierna. Durante la retirada estadounidense, Lafayette reunió y organizó a las tropas, permitiendo así que fuera más ordenada, antes de que le trataran por la herida. Después de la batalla, Washington lo citó por "valentía y fogosidad militar" y lo recomendó para comandar una división en una carta al Congreso, en la cual les aconsejaba que se apresurasen, ya que los británicos tomarían Filadelfia más tarde ese mes.
Lafayette regresó al frente en noviembre después de pasar dos meses de reconvalecencia en Moravia en Bethlehem, y recibió el comando de la división que antes mandaba el mayor general Adam Stephen. Le ayudó al general Nathanael Greene en el reconocimiento de las posiciones británicas en Nueva Jersey; con 300 soldados, derrotó a una fuerza hesiana numéricamente superior en Gloucester el 24 de noviembre de 1777.

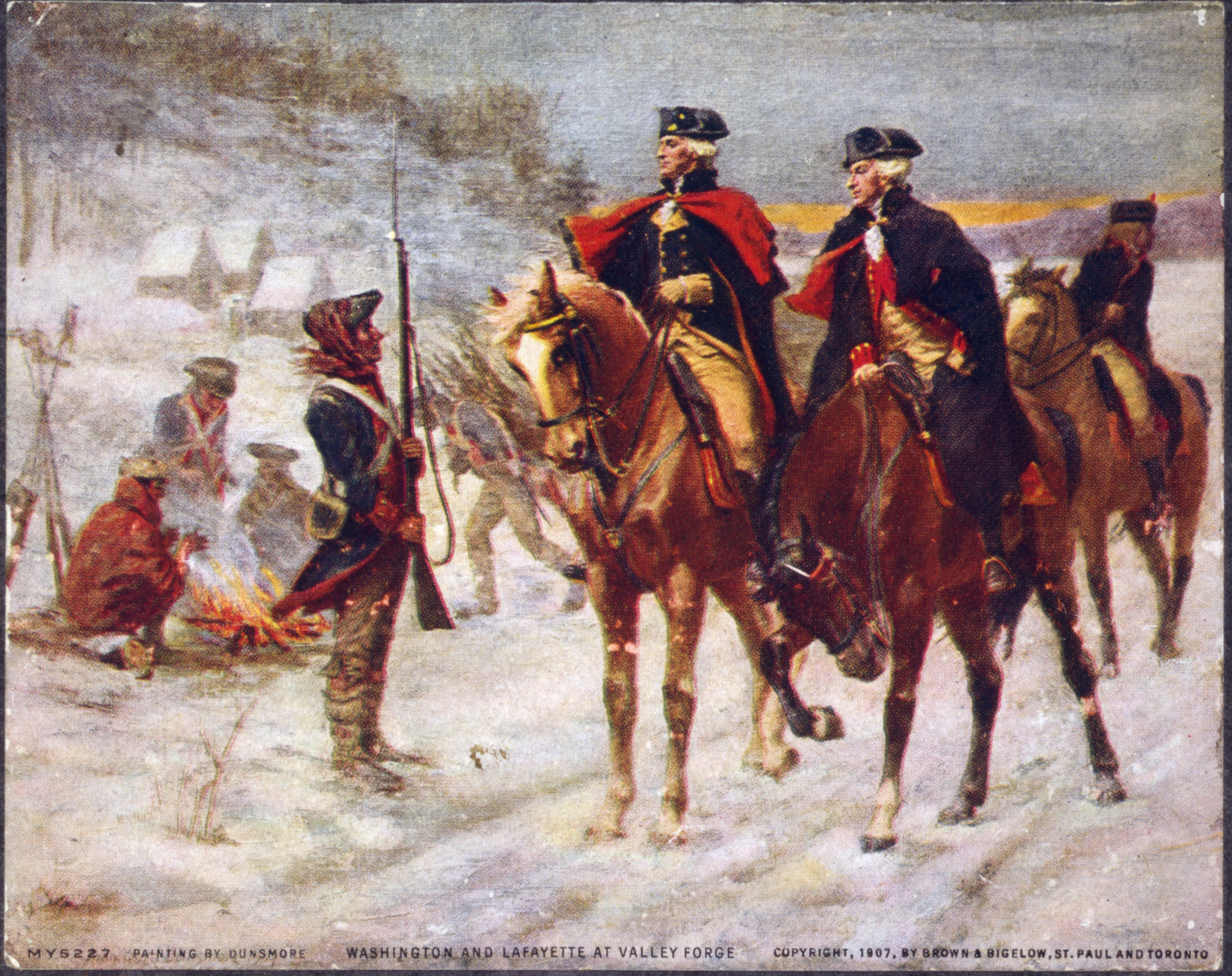
Representación de John Ward Dunsmore de Lafayette (derecha) y Washington en el Valle Forge

Lafayette se quedó en el campamento de Washington en el Valley Forge durante el invierno de 1777-78 y compartió las dificultades de sus tropas. Ahí, el Consejo de Guerra, dirigido por Horatio Gates, le pidió a Lafayette que preparara una invasión del Canadá desde Albany, Nueva York. Cuando Lafayette llegó a Albany, encontró muy pocos hombres para organizar una invasión del Canadá. Le escribió a Washington para explicarle la situación y que planeaba regresar a Valley Forge. Antes de partir, reclutó a la tribu Oneida, quienes llamaban a Lafayette un Kayewla (temible jinete). En Valley Forge, criticó la decisión del Consejo de intentar invadir el Canadá en invierno. El Congreso Continental estuvo de acuerdo, y Gates dejó el consejo. Mientras tanto, se firmaron tratados entre estadounidenses y franceses que se hicieron públicos en marzo de 1778, en los que Francia reconocía formalmente la independencia americana.

### Barren Hill, Monmouth y Rhode Island

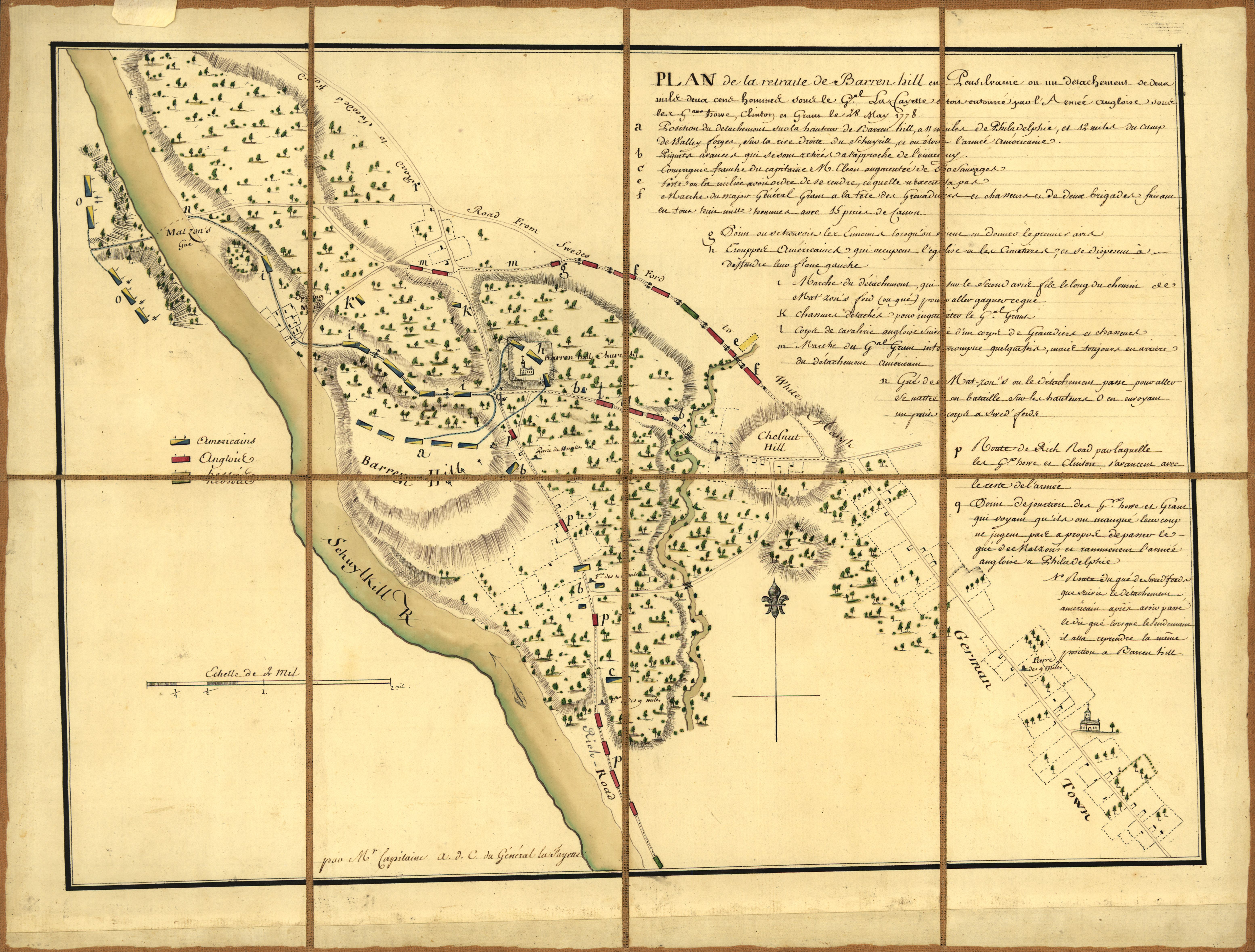
Mapa de la batalla de Barren Hill

Encarando la posibilidad de la intervención francesa, los británicos concentraron sus fuerzas terrestres y navales en una ubicación: Nueva York. En mayo de 1778, los británicos comenzaron a evacuar Filadelfia. El 18 de mayo, Washington envió a Lafayette con una fuerza de 2,200 hombres para hacer un reconocimiento cerca de Barren Hill, Pensilvania. El día siguiente, los ingleses escucharon que Lafayette había acampado cerca y mandaron a 5,000 hombres para que le rodearan y capturaran. El 20 de mayo, el general Howe capitaneó a 6,000 soldados más y ordenó un ataque en su flanco izquierdo. Tras el ataque, Lafayette organizó una retirada mientras los británicos permanecían indecisos. Para fingir superioridad numérica, Lafayette ordenó a algunos hombres que aparecieran desde un afloramiento del bosque (ahora Colina Lafayette) y dispararan a ratos a los británicos. Las tropas de Lafayette escaparon simultáneamente por un camino hundido, y después él pudo cruzar el Vado Matson con sus fuerzas.
Al no poder atrapar a Lafayette, los británicos marcharon de Filadelfia hacia Nueva York. El Ejército Continental, incluyendo a Lafayette, los siguió y finalmente los atacaron en el Juzgado de Monmouthen, en Nueva Jersey central. En Monmouth, Washington ordenó al general Charles Lee liderar una fuerza de ataque. El 28 de junio, Lee se movió para atacar el flanco británico; sin embargo, poco después de que empezara el combate, dio órdenes contradictorias, causando caos en las filas americanas. Lafayette mandó un mensaje a Washington pidiéndole urgentemente que viniera al frente; al llegar encontró a los hombres de Lee en retirada. Washington relevó de su cargo a Lee, tomó el mando y reunió a la fuerza estadounidense. Después de sufrir grandes bajas en Monmouth, los británicos se retiraron esa noche y llegaron sin más a Nueva York.
La flota francesa arribó a la Bahía de Delaware el 8 de julio de 1778, bajo el mando del almirante D'Estaing, con quien Washington planeaba atacar Newport (Rhode Island), la otra gran base británica del norte. Lafayette y el general Greene fueron enviados con 3000 hombres para participar en el ataque. Lafayette quería el mando de una fuerza franco-estadounidense conjunta pero fue desairado por el almirante. El 9 de agosto, la fuerza terrestre estadounidense atacó a los británicos sin consultar a D'Estaing. Cuando los americanos le pidieron al almirante que colocara sus naves en la Bahía Narragansett, D'Estaing rehusó y, en el mar, intentó derrotar a la flota británica. El combate no se concluyó, ya que una tormenta dispersó y dañó a ambas flotas.
D'Estaing trasladó sus naves hacia el norte a Boston para reparaciones. Cuando la flota llegó, se enfrentó a una bienvenida amarga de los bostonianos, quienes consideraban la partida de los franceses de Newport como una deserción. John Hancock y Lafayette fueron enviados para calmar la situación. Lafayette regresó después a Rhode Island para preparar la retirada que hizo necesaria la partida de D'estaing. Por estas acciones, Lafayette fue distinguido por el Congreso Continental por su "galantería, habilidad y prudencia". Lafayette quería expandir la guerra para pelear con los británicos en otros lugares de Estados Unidos e incluso, usando la bandera francesa, en Europa, pero encontró poco interés en sus propuestas. En octubre de 1778, pidió permiso de Washington y del Congreso para regresar a casa. Estuvieron de acuerdo, y el Congreso votó para darle a Lafayette una espada ceremonial, que le fue presentada en Francia. Su partida se retrasó por enfermedad, pero puso rumbo a Francia en enero de 1779.

### Regreso a Francia
En febrero de 1779, Lafayette llegó a París. Por haber desobedecido al rey cuando se fue a los Estados Unidos, fue puesto bajo arresto domiciliario durante ocho días. Esto se hizo solamente para guardar las apariencias por Luis XVI; Lafayette fue recibido como un héroe y fue invitado a cazar con el rey. Como el enviado estadounidense estaba enfermo, el nieto de Benjamin Franklin le presentó a Lafayette la espada con incrustaciones de oro que le otorgaba el Congreso Continental.
Lafayette propuso una invasión de Gran Bretaña, teniendo él un comando mayor en las fuerzas francesas. España era ahora un aliado de Francia en contra de Gran Bretaña, por lo que envió naves al Canal de la Mancha como apoyo. Las naves españolas no llegaron hasta agosto de 1779, solo para encontrarse con un escuadrón más rápido de naves británicas, que ni siquiera las flotas española y francesa combinadas pudieron atrapar. En septiembre, la idea de la invasión fue abandonada, y Lafayette volcó sus esperanzas en su regreso a los Estados Unidos.
En diciembre de 1779, Adrienne tuvo un hijo al que llamaron George Washington Lafayette. Trabajando con Benjamin Franklin, Lafayette aseguró la promesa de que 6,000 soldados serían enviados a los Estados Unidos al mando del general Jean-Baptiste de Rochambeau. Lafayette volvería a su puesto de mayor general de las fuerzas estadounidenses, sirviendo como un enlace entre Rochambeau y Washington, quien tendría el comando de las fuerzas de ambas naciones. En marzo de 1780, Lafayette partió a los Estados Unidos en la fragata Hermione, desde Rochefort, llegando a Boston el 27 de abril de 1780.

### Segundo viaje a América
Al regresar, Lafayette encontró a la causa estadounidense en un punto bajo, sacudida por varias derrotas militares, especialmente en el sur. Lafayette fue recibido en Boston con entusiasmo, siendo visto como un "caballero en armadura brillante del pasado de caballerosidad, que llegó para salvar a la nación". Viajó al sureste y el 10 de mayo de 1780 tuvo una alegre reunión con Washington en Morristown, Nueva Jersey. El general y sus oficiales estaban contentos de escuchar de boca de Lafayette la promesa de que una gran fuerza francesa vendría a ayudarlos. Washington, consciente de la popularidad de Lafayette, hizo que este escribiera (con Alexander Hamilton corrigiendo su ortografía) a los oficiales de los estados pidiendo más tropas y provisiones para el Ejército Continental. Esto dio frutos en los próximos meses, mientras que Lafayette esperaba la llegada de la flota francesa. Sin embargo, cuando llegó la flota, eran menos hombres y provisiones que las prometidas, por lo que Rochambeau decidió esperar los refuerzos antes de buscar la batalla con los británicos. Esto no complació a Lafayette, quien propuso ambiciosos planes para tomar la ciudad de Nueva York y otras áreas, pero Rochambeau rehusó recibirlo hasta que el joven se disculpase. Washington le sugirió al marqués ser paciente.

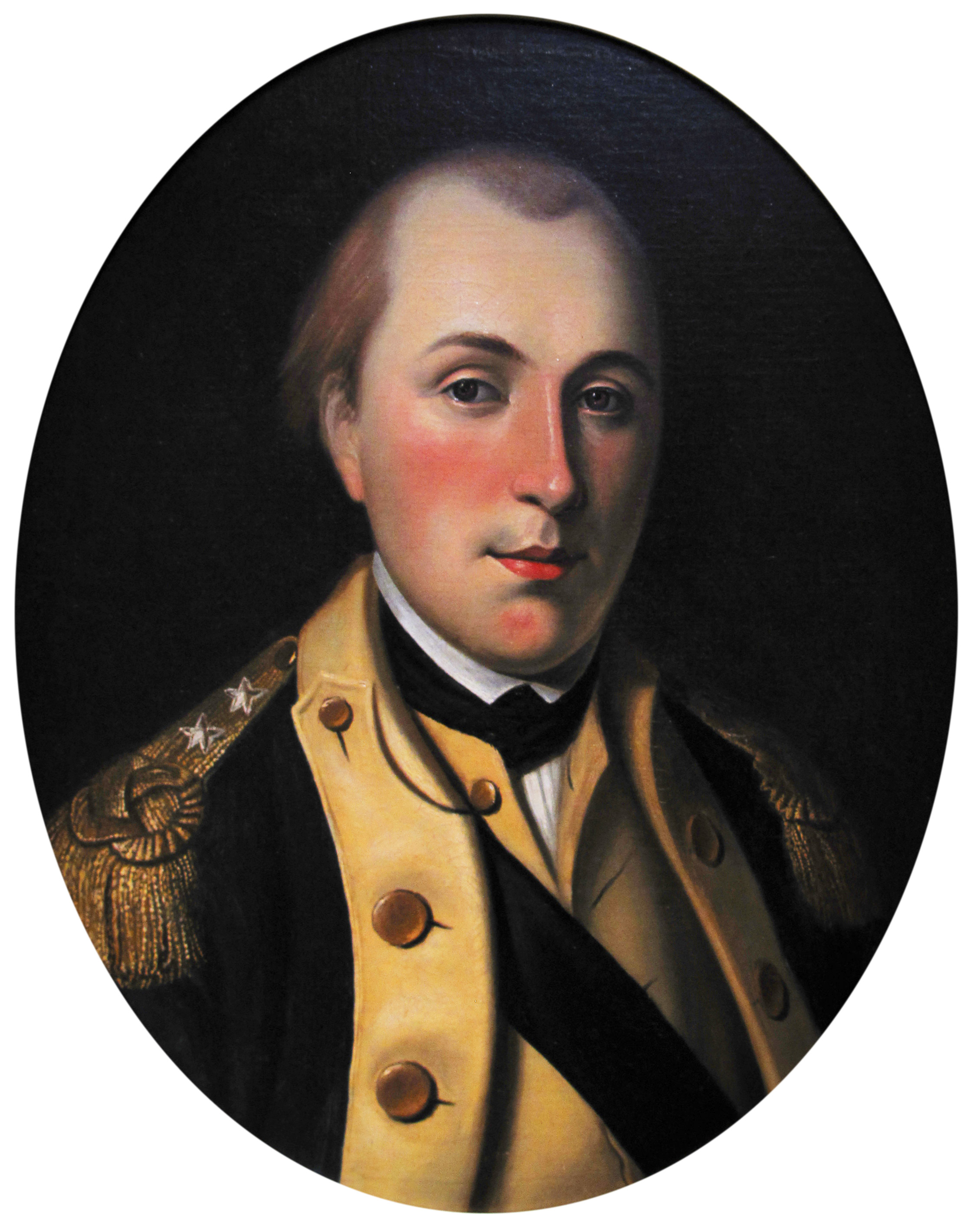
El joven marqués de Lafayette usa el uniforme de un mayor general del Ejército Continental. Pintura de Charles Willson Peale.

Ese verano Washington puso a Lafayette a cargo de una división. El marqués gastó generosamente en su comando, el cual patrullaba el norte de Nueva Jersey y el estado adyacente de Nueva York. Lafayette no entraba en mucha acción, pero en noviembre Washington disolvió la división, enviando a los soldados a sus respectivos regimientos. La guerra continuó mal para los estadounidenses, con muchas batallas al sur en contra de ellos, además del abandono del general Benedict Arnold por el lado británico.
Lafayette se pasó la primera parte del invierno de 1780-81 en Filadelfia, donde la Sociedad Filosófica Estadounidense lo eligió como su primer miembro extranjero. El Congreso le pidió que regresara a Francia para que cabildeara para conseguir más hombres y provisiones, pero Lafayette rehusó, enviando cartas en su lugar.
Después de la victoria Continental en la Batalla de Cowpens en Carolina del Sur en enero de 1781, Washington le ordenó a Lafayette reformar su división y dirigirse a Virginia para juntarse con las tropas comandadas por el Baron von Steuben. La fuerza combinada tenía por misión intentar capturar las fuerzas británicas comandadas por Benedict Arnold, con naves francesas que prevenían su huida por mar. Si Lafayette salía victorioso, Arnold sería colgado sumariamente. El comando británico naval evitó el plan, pero Lafayette y una pequeña parte de sus fuerzas (el resto se quedó en Annapolis) fue capaz de alcanzar a von Steuben en Yorktown, Virginia. Von Steuben envió un plan a Washington, proponiendo usar las fuerzas terrestres y las naves francesas para atrapar a la fuerza terrestre principal bajo el mando de lord Cornwallis. Al no recibir nuevas órdenes de Washington, Lafayette comenzó a trasladar a sus tropas al norte hacia Filadelfia, pero se le ordenó que fuera a Virginia para asumir el comando militar allí. El indignado Lafayette supuso que estaba siendo abandonado en un páramo mientras que las batallas decisivas se libraban en otros lugares, por lo que se opuso a sus órdenes pero fue en vano. También mandó cartas al Chevalier de la Luzerne, embajador francés en Filadelfia, describiendo que sus tropas no tenían suficientes provisiones. Como lo esperaba Lafayette, la Luzerne remitió su carta a Francia con una recomendación de una ayuda francesa masiva, la cual, después de ser aprobada por el rey, desempeñaría un papel fundamental en las batallas futuras. Washington temía que una carta podría ser interceptada por los británicos, por lo que no pudo avisar a Lafayette que planeaba atrapar a Cornwallis en una campaña decisiva.

### Virginia y Yorktown

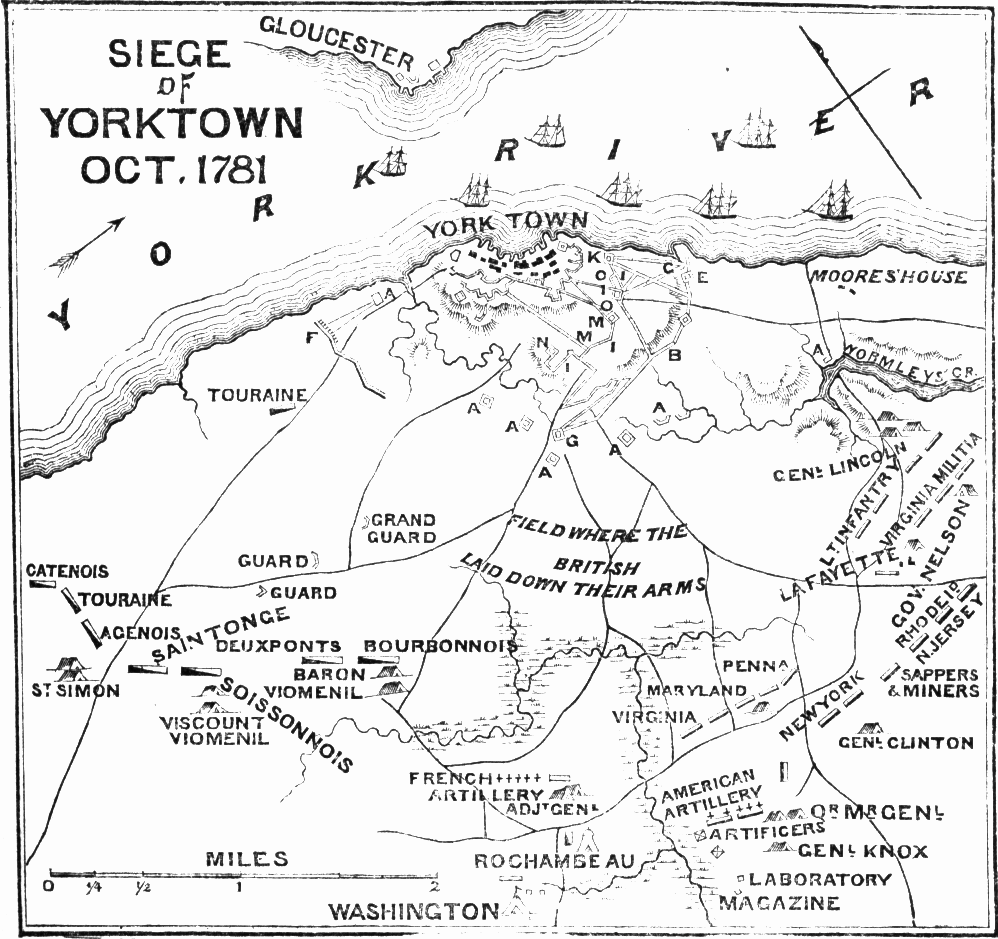
Un mapa de los sitios clave de la Batalla de Yorktown

Lafayette evadió los intentos de Cornwallis de capturarlo en Richmond. En junio de 1781, Cornwallis recibió órdenes desde Londres para ir a la Bahía Chesapeake para supervisar la construcción de un puerto, en preparación para un ataque terrestre a Filadelfia. Mientras marchaba la columna británica, Lafayette envió a pequeños escuadrones que aparecerían de repente, para atacar por sorpresa la retaguardia del enemigo, logrando así dar la impresión de que sus fuerzas eran más que las en realidad tenían.
El 4 de julio, los británicos abandonaron Williamsburg y se prepararon para cruzar el Río James. Cornwallis envió solamente una avanzada a la ribera sur del río, para esconder la mayoría de sus tropas en el bosque del norte, esperando poder emboscar a Lafayette. El 6 de julio, Lafayette ordenó al general "Loco" Anthony Wayne que atacase con 800 soldados a las tropas británicas desde el lado norte. Wayne se encontró superado en número, pero en lugar de retirarse, lideró una carga con bayonetas. Esto les dio tiempo a los estadounidenses, porque los británicos no les persiguieron. La batalla de Green Spring fue una victoria para Cornwallis, pero el ejército estadounidense se sintió fortalecido por la muestra de coraje de los hombres.
Para agosto, Cornwallis se había establecido en Yorktown, y Lafayette tomó posición en Malvern Hill, colocando artillería alrededor de los británicos, que estaban cerca del río York y tenían órdenes de construir fortificaciones para proteger las naves británicas en Hampton Roads. La contención de Lafayette atrapó a los británicos cuando arribó la flota francesa y ganaron la Batalla de los Cabos de Virginia, privando a Cornwallis de su protección naval. El 14 de septiembre de 1781, las fuerzas de Washington se unieron a las Lafayette. El 28 de septiembre, con la flota francesa bloqueando a los británicos, las fuerzas combinadas asediaron Yorktown. El 14 de octubre, los 400 hombres de Lafayette por la derecha estadounidense tomaron el reducto 9 después de que las fuerzas de Alexander Hamilton atacaran el reducto 10 en combate mano a mano. Estos dos reductos eran clave para romper las defensas británicas. Después de un contraataque fallido de los británicos, Cornwallis se rindió el 19 de octubre de 1781.

## Héroe de dos mundos
Aunque Yorktown suponía ser la última gran batalla de la Revolución estadounidense, los británicos aún controlaban varios puertos y ciudades importantes. Lafayette quería dirigir expediciones para enfrentarlos, pero Washington sentía que podría ser más útil si buscaba más ayuda naval de Francia. En Filadelfia, el Congreso lo nombró su asesor para los tres estadounidenses enviados al extranjero - Franklin en París, John Jay en Madrid y John Adams en La Haya - "para comunicar y estar de acuerdo en todo con él". También enviaron una carta oficial de reconocimiento a Luis XVI en beneficio del marqués.
Lafayette se fue de Boston para regresar a Francia el 18 de diciembre de 1781. Al llegar fue recibido como un héroe, y el 22 de enero de 1782 fue recibido en Versalles. Fue testigo del nacimiento de su hija, a quien llamó Marie-Antoinette Virginie por la recomendación de Thomas Jefferson. Fue ascendido a mariscal de campo (maréchal de camp), saltando varios rangos. En 1782, sin ningún tratado todavía para terminar la guerra, Lafayette ayudó a preparar una expedición combinada entre Francia y España contra las Indias Occidentales Británicas. El Tratado de París firmado entre Gran Bretaña y los Estados Unidos en 1783 hizo innecesaria la expedición; Lafayette participó en las negociaciones.
Lafayette trabajó con Jefferson para establecer acuerdos de comercio entre los EE. UU. y Francia. Estas negociaciones tenían la intención de reducir la deuda que los EE. UU. tenían con Francia. Se unió al grupo abolicionista francés, la Sociedad de los Amigos de los Negros, la cual buscaba terminar con la esclavitud y su comercio, además de obtener derechos iguales para los negros libres. En 1783, en su correspondencia con Washington, un dueño de esclavos, le pedía que emancipara a los esclavos y su estado como trabajadores inquilinos agrícolas. Pero Washington se negó a liberar a sus esclavos (aunque expresó interés en las ideas del joven). Lafayette compró tierras en la Guayana Francesa para una plantación para poder colocar el proyecto.

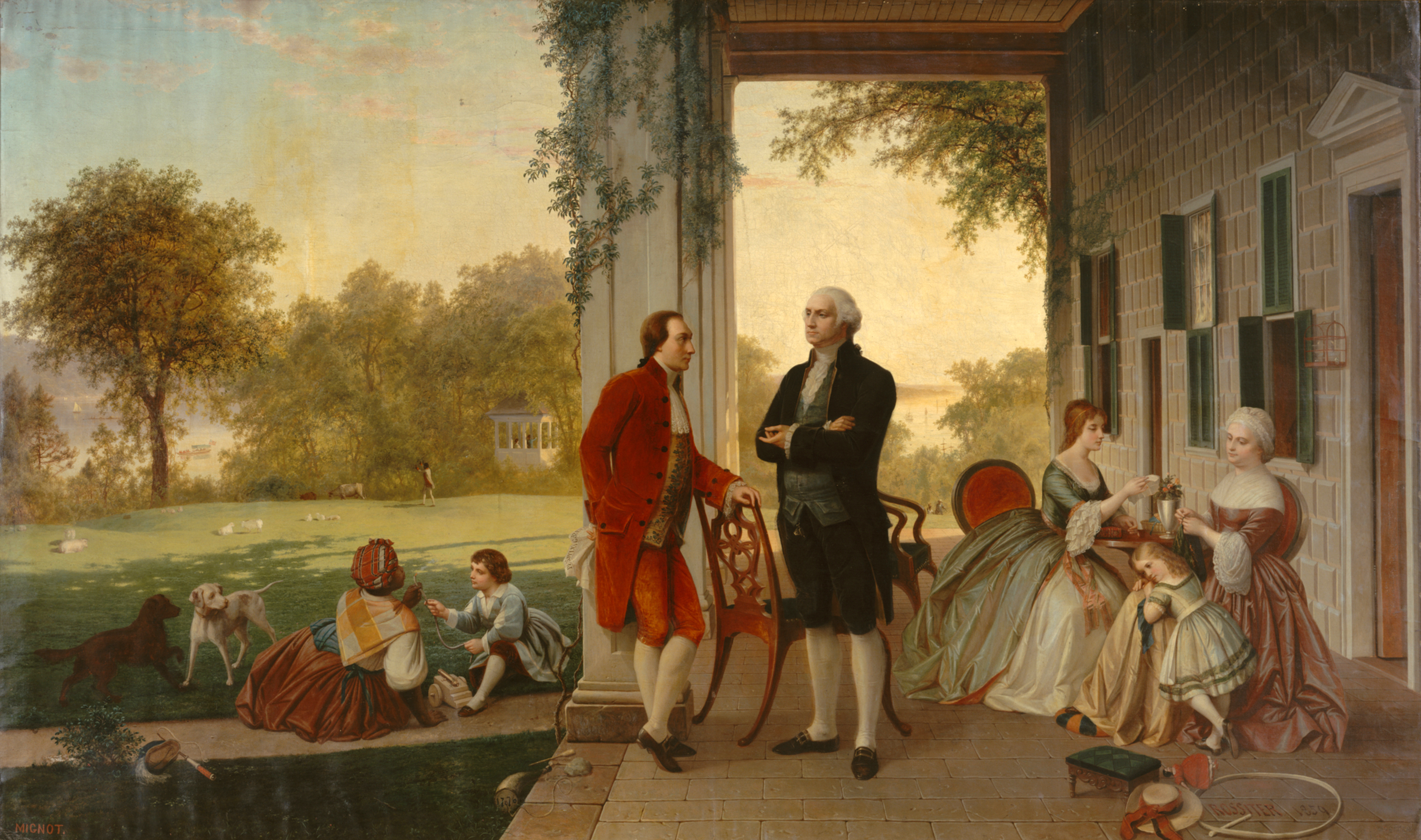
Lafayette y Washington en el Mt. Vernon, 1784

En 1784, Lafayette visitó Estados Unidos, donde disfrutó de una bienvenida entusiasta; visitó todos los estados excepto Georgia. El viaje incluía una visita a la granja de Washington en Mount Vernon el 17 de agosto. Lafayette habló en la Cámara de Delegados de Virginia, donde pidió "libertad para toda la humanidad" y exigía la emancipación de los esclavos. Lafayette exhortó a la Legislatura de Pensilvania a ayudar a formar una unión federal (los estados estaban atados por los Artículos de la Confederación). Visitó el Valle Mohawk en Nueva York para participar en negociaciones de paz con los Iroqueses, algunos de los cuales había conocido en 1778. Lafayette recibió un título honoris causa de Harvard, un retrato de Washington de la ciudad de Boston y un busto alegórico del estado de Virginia. La legislatura de Maryland honró a Lafayette al hacerlo a él y a sus herederos varones "ciudadanos naturales" del estado, lo cual lo hacía un ciudadano natural "por nacimiento" de los Estados Unidos después de la ratificación de 1789 de la nueva Constitución nacional. Lafayette después presumía de haberse convertido en un ciudadano estadounidense antes de que el concepto de ciudadanía francesa existiera. Connecticut, Massachusetts y Virginia también le otorgaron la ciudadanía.
En el transcurso de los siguientes años, Lafayette hizo de su casa, el Hôtel de La Fayette en la calle rue de Bourbon de París, el cuartel general estadounidense en la ciudad. Benjamin Franklin, John y Sarah Jay, y John y Abigail Adams se encontraban allí cada lunes y cenaban en compañía de la familia de Lafayette y la nobleza liberal, incluyendo a Clermont-Tonnerre y Madame de Staël. Lafayette continuó su obra de terminar con las barreras entre Francia y Estados Unidos para el comercio de bienes. Además asistía a Franklin y a su sucesor como enviado, Jefferson, al buscar tratados de amistad y comercio con naciones europeas. También seguía intentando terminar con las injusticias que habían soportado los protestantes en Francia desde la revocación del Edicto de Nantes un siglo antes.

## Revolución Francesa

### Asamblea de Notables y Estados Generales

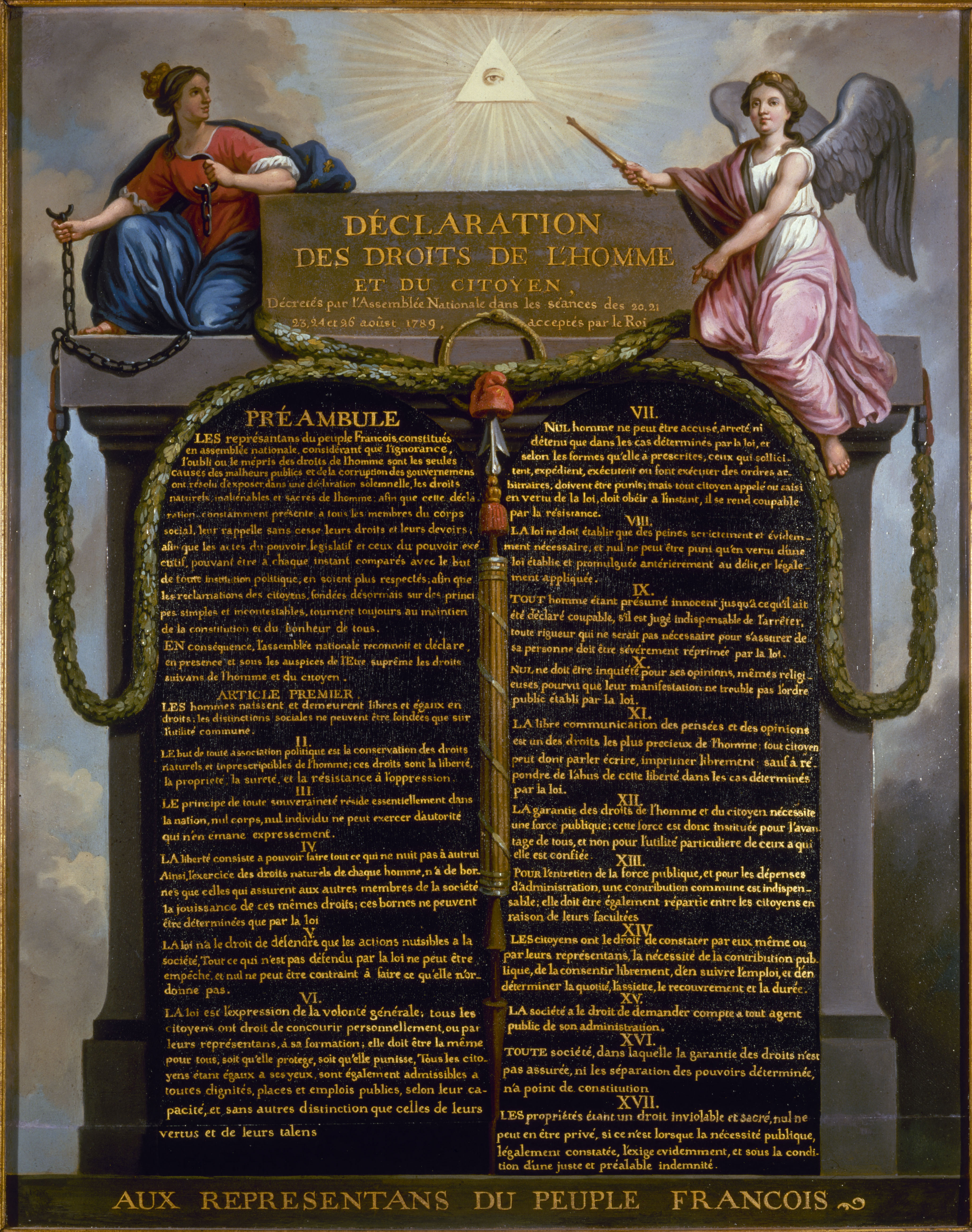
"Declaración de los Derechos del Hombre y del Ciudadano" propuesta a los Estados Generales por Lafayette

El 29 de diciembre de 1786, el rey Luis XVI llamó a una Asamblea de Notables en respuesta a la crisis fiscal francesa. El rey designó a Lafayette al conjunto, el cual se reunía el 22 de febrero de 1787. En sus discursos, Lafayette denunciaba a aquellos con conexiones en la corte que se habían beneficiado del conocimiento previo de las compras de terreno del gobierno, por lo que exigía una reforma. Llamó para formar una "verdadera asamblea nacional", la cual representara a toda Francia. En su lugar, el rey prefirió convocar a los Estados Generales para reunirse en 1789. Lafayette fue elegido como un representante de la nobleza (el Segundo Estado) de Riom. Los Estados Generales daban, tradicionalmente, un voto por cada uno de los tres Estados: clero, nobleza y plebe, lo que significaba que la plebe (aún con mayoría) perdía generalmente las votaciones.
Los Estados Generales se reunieron el 5 de mayo de 1789; el debate comenzó discutiendo si los delegados deberían votar por cabeza o por Estado. Si fuera por Estado, entonces el clero y la nobleza podrían ganar la votación a la plebe; si fuera por cabeza, entonces el Tercer Estado, que era más grande, podría dominar. Antes de reunirse, como un miembro del "Comité de Treinta", Lafayette impulsaba la idea de votar por cabeza, en lugar de Estado. No pudo conseguir que la mayoría dentro de su propio Estado estuviera de acuerdo, pero el clero estaba dispuesto a unirse a la plebe, y el 17, el grupo se declaró a sí mismo la Asamblea Nacional. La respuesta común fue de mantener al grupo afuera, incluyendo a Lafayette, mientras que aquellos que no apoyaban a la Asamblea se reunían adentro. Esta acción llevó al Juramento del Juego de Pelota, en donde los miembros excluidos juraron no participar hasta que se estableciera una constitución. La Asamblea continuó con las reuniones, y el 11 de julio de 1789, Lafayette presentó un borrador de la "Declaración de los Derechos del Hombre y del Ciudadano" a la Asamblea, escrita por él mismo y consultando con Jefferson. El día siguiente, después de la destitución del Ministro de Finanzas Jacques Necker (quien era visto como un reformador), el abogado Camille Desmoulins lideró una turba armada. El rey mandó al ejército real bajo el mando del duque de Brogile para que rodeara París. El 14 de julio, la fortaleza conocida como la Bastilla fue tomada por la turba.

### Guardia Nacional, Versalles y el Día de Dagas

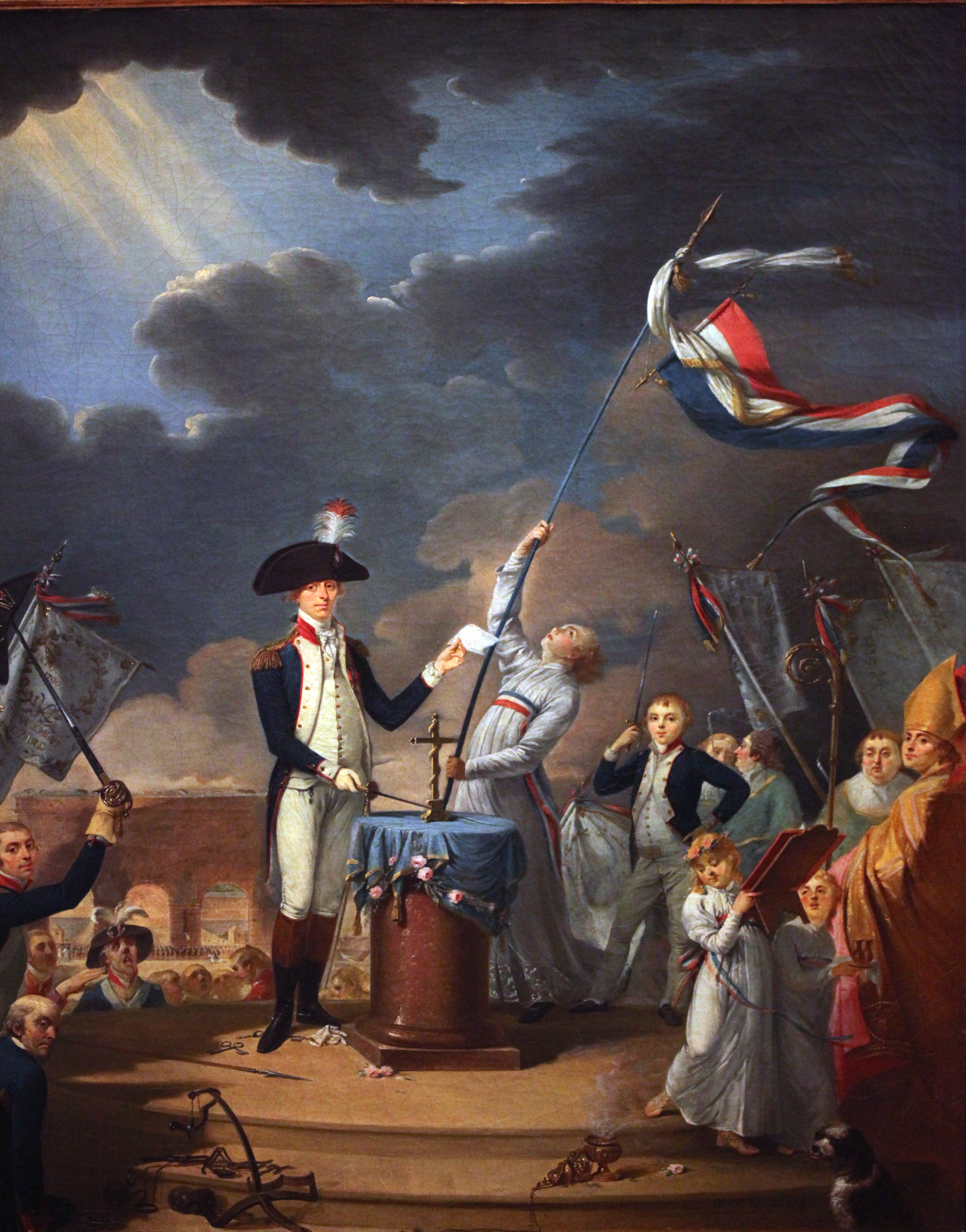
El juramento de Lafayette en la Fiesta de la Federación, el 14 de julio de 1790. Talleyrand, el Obispo de Autun de ese entonces, está a la derecha. El niño parado es el hijo de Lafayette, el joven George Washington Lafayette. Escuela francesa,. (Museo de la Revolución francesa).

El 15 de julio, Lafayette fue aclamado comandante en jefe de la Guardia Nacional de Francia, una fuerza armada creada para mantener el orden y bajo el control de la Asamblea. Lafayette propuso el nombre y el símbolo del grupo: una escarapela azul, blanca y roja. Esto combinaba los colores azul y rojo de la ciudad de París con el blanco real, además de ser origen del tricolor francés. Se enfrentaba a una tarea difícil como jefe de la Guardia, pues el rey y muchos leales consideraban a Lafayette, y a todos los que estaban de acuerdo con él, como revolucionarios un poco mejores, mientras que varios plebeyos sentían que él estaba ayudando al rey a mantener el poder. El 26 de agosto, la Asamblea Nacional aprobó la Declaración.
El 2 de octubre, el rey rechazó la Declaración. Tres días después, una multitud parisina, encabezada en su mayoría por mujeres pescaderas, marchó hacia Versalles como respuesta a la falta de pan. Miembros de la Guardia Nacional siguieron la marcha, con Lafayette al frente de mala gana. En Versalles, el rey aceptó los votos de la Asamblea sobre la Declaración, pero se negó a las peticiones de ir a París. Al amanecer, la multitud entró al palacio. Lafayette llevó a la familia real al balcón del palacio e intentó restaurar el orden. La multitud insistía en que el rey y su familia se mudaran a París y al Palacio de las Tullerías. El rey salió al balcón y la multitud comenzó a corear "Vive le Roi!" (viva el rey). Cuando la reina impopular, María Antonieta, apareció con sus hijos, le dijeron que metiera a los niños adentro. Cuando regresó sola, la gente gritó diciendo que le dispararan, pero como se mantuvo firme, nadie abrió fuego. Lafayette le besó la mano, lo que causó aclamaciones de la multitud.

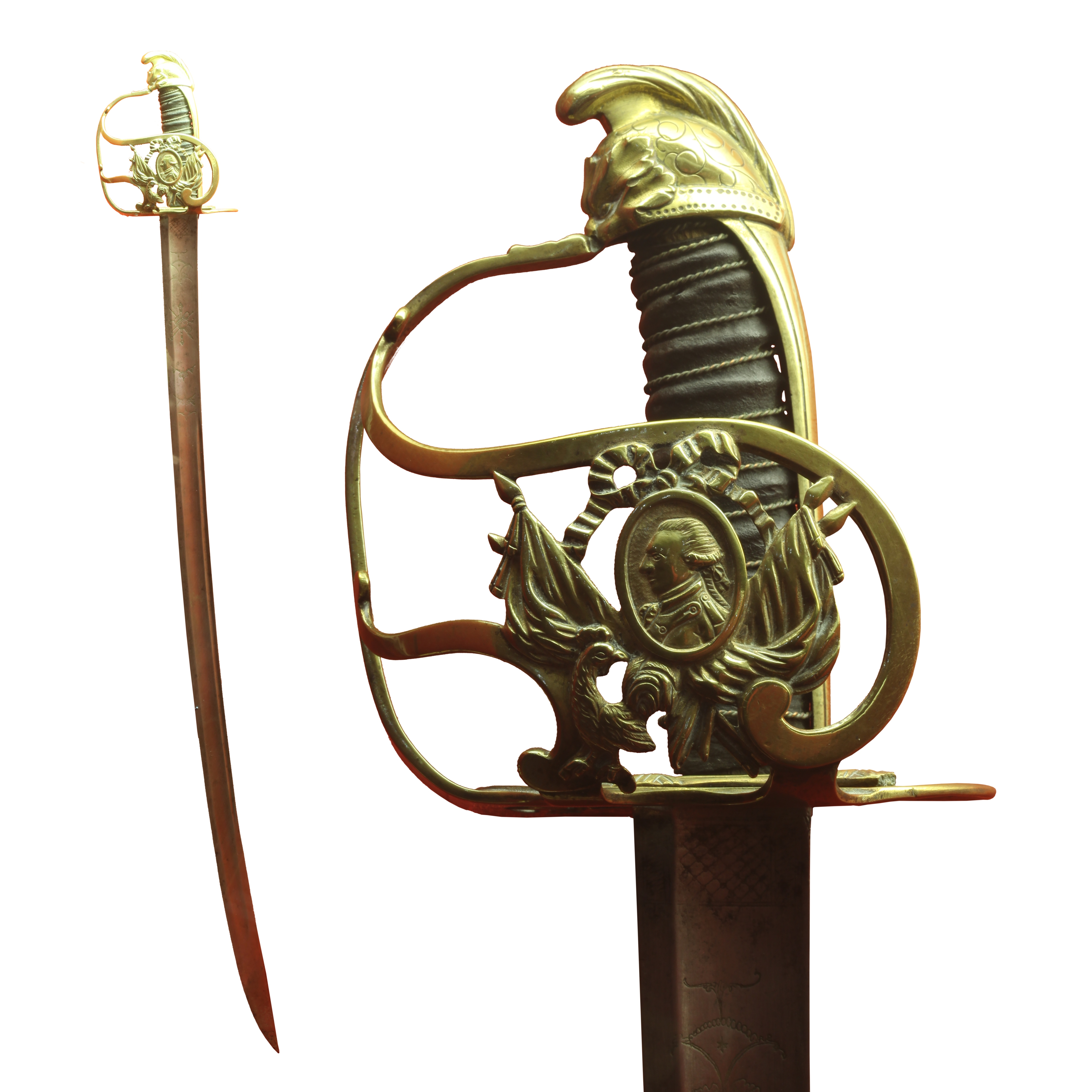
Sable de un oficial de los voluntarios de la Guardia Nacional, presentando un perfil de Lafayette en la guardia, c. 1790.

Como jefe de la Guardia Nacional, Lafayette intentó mantener el orden y llevar a un punto intermedio, incluso mientras los radicales ganaban influencia por momentos. El 12 de mayo de 1790, instituyó, junto con Jean Sylvain Bailly (alcalde de París), un club político llamado la "Sociedad de 1789". La intención del club era proveer un balance sobre la influencia de los radicales jacobinos. El 14 de julio de 1790, Lafayette, antes de una asamblea enorme que sería conocida como la Fiesta de la Federación, tomó el juramento cívico en el Campo de Marte, jurando "ser siempre fiel a la nación, a la ley y al rey; para apoyar con nuestro máximo poder la constitución decretada por la Asamblea Nacional y aceptada por el rey" Ese juramento también lo prestaron las tropas de Lafayette, así como el rey.
Lafayette continuó trabajando por el orden en los próximos meses. El 20 de febrero de 1791, el Día de Dagas, nobles armados convergieron alrededor de las Tullerías para defender al rey. Lafayette, quien estaba lejos a causa de disturbios surgidos en otro lugar, regresó a París y logró desarmar a los nobles. Los miembros de la familia real eran cada vez más prisioneros en su palacio. El 18 de abril, la Guardia Nacional desobedeció a Lafayette y evitó que el rey partiera a Saint-Cloud, donde planeaba asistir a misa.

### Caída: Fuga de Varennes y la masacre del Campo de Marte
El 20 de junio de 1791, una conspiración, conocida como la Fuga de Varennes, casi permitió al rey escapar del control de la Asamblea Nacional. Como comandante de la Guardia Nacional, Lafayette era responsable de la custodia de la familia real, por lo que fue culpado por extremistas, como Danton, por el intento de fuga y fue llamado traidor al pueblo por Robespierre. Estas acusaciones hacían que Lafayette pareciera un monárquico, dañando su reputación a los ojos del público, además de fortalecer a los jacobinos y otros radicales. Lafayette continuó exigiendo el mando de la ley constitucional, pero no le fue permitido por la turba y sus cabecillas.

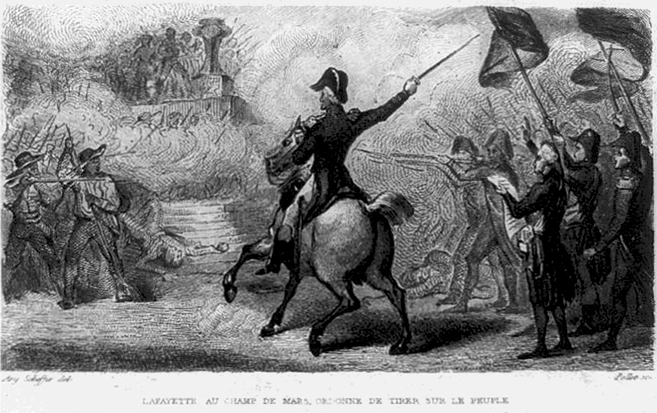
Una representación de la masacre en el Campo de Marte. Lafayette está al centro, con una espada.

A través de la última mitad de 1791, la posición de Lafayette continuaba cayendo. El 17 de julio, los radicales Cordeliers organizaron un evento en el Campo de Marte para juntar firmas en una petición a la Asamblea Nacional para que abolieran la monarquía o dejaran que su destino lo decidiera un referéndum. La multitud reunida, de unos 10 000 participantes estimados, colgaron a dos hombres que creían que eran espías al haber sido encontrados debajo de la plataforma. Comandando las tropas, Lafayette llegó al Campo de Marte para restaurar el orden; fueron recibidos con disparos y piedras. Cuando un dragón cayó, los soldados dispararon a la multitud, hiriendo o matando a docenas. Se declaró la ley marcial, por lo que los cabecillas de la turba, como Danton y Marat, huyeron o se escondieron. En septiembre, la Asamblea finalizó la constitución y a principios de octubre, con la apariencia de una ley constitucional restaurada, Lafayette renunció a la Guardia Nacional.

### Conflicto y exilio
Lafayette regresó a su casa en la provincia de Auvernia en octubre de 1791. Francia declaró la guerra a Austria el 20 de abril de 1792, por lo que se iniciaron los preparativos para invadir los Países Bajos del Sur (Bélgica hoy en día); Lafayette recibió el mando de uno de los tres ejércitos, el Ejército del Centro, con base en Metz. Lafayette hizo lo que pudo para juntar a los nuevos socios y los Guardias Nacionales en una fuerza de combate unida, pero se encontró con que muchas de sus soldados eran simpatizantes jacobinos y odiaban a sus oficiales superiores. Este sentimiento era común en el ejército, como se demostró después de la Batalla de Baisieux, cuando las tropas francesas llevaron a su jefe (Théobald Dillon) a Lille, donde fue hecho trizas por la turba. Uno de los comandantes del ejército, Rochambeau, renunció. Lafayette, junto con el tercer comandante, Nicolas Luckner, pidió a la Asamblea que comenzara conversaciones de paz, pues estaban preocupados de lo que podría pasar si las tropas tenían que volver a combatir.
En junio de 1792, Lafayette criticó la influencia creciente de los radicales, a través de una carta a la Asamblea desde su puesto, y terminaba la carta exigiendo que esos partidos fueran "cerrados por la fuerza". Se equivocó de momento, ya que los radicales controlaban totalmente París. Lafayette fue allí, y el 28 de junio dio un discurso ardiente ante la Asamblea denunciando a los jacobinos y a otros grupos radicales. En su lugar, fue acusado de desertar sus tropas. Lafayette hizo un llamamiento para conseguir voluntarios para pelear contra los jacobinos; cuando muy pocas personas se presentaron, al fin entendió el ánimo del público y se fue de París apresuradamente. Robespierre lo llamó un traidor y la turba atacó y quemó su efigie.
El Manifiesto de Brunswick del 25 de julio, el cual advertía que París sería destruido por los austriacos y prusianos si el rey era lastimado, llevó a la caída definitiva de Lafayette, así como la de la familia real. Una turba atacó las Tullerías el 10 de agosto, el rey y la reina fueron encarcelados en la Asamblea, luego llevados al Temple. La Asamblea abolió la monarquía, y el rey y la reina serían decapitados en los próximos meses. El 14 de agosto, el ministro de Justicia, Danton, lanzó una orden de arresto para Lafayette. Esperando poder viajar a los Estados Unidos, Lafayette se fue a Bélgica.

## Prisionero
Lafayette fue encarcelado por los austriacos cerca de Rochefort, cuando otro antiguo oficial francés, Jean-Xavier Bureau de Pusy, pidió derechos de tránsito a través de territorio austriaco en nombre de un grupo de oficiales franceses. Esto le fue concedido al principio, así como había sido para otros que huyeron de Francia, pero fue revocado cuando reconocieron al famoso Lafayette. Federico Guillermo II de Prusia, el aliado de Austria contra Francia, había recibido alguna vez a Lafayette, pero había sido antes de la Revolución Francesa. El rey ahora lo veía como un peligroso promotor de rebelión, por lo que decide encarcelarlo para prevenir que derrocara a otros monarcas.
Lafayette fue detenido en Nivelles, después fue transferido a Luxemburgo, donde una coalición de tribunales militares declaró que él, de Pusy y otros dos fueran prisioneros de Estado por sus papeles en la Revolución. El tribunal ordenó que fueran detenidos hasta que hubiera un rey francés restaurado que pudiera dictar un juicio final sobre ellos. El 12 de septiembre de 1792, en cumplimiento de las órdenes del tribunal, los prisioneros fueron transferidos a la custodia de los prusianos. El grupo viajó a la ciudad y fortaleza prusiana de Wesel, donde los franceses se quedaron en las celdas individuales verminosas de la ciudadela central, desde el 19 de septiembre hasta el 22 de diciembre de 1792. Cuando las tropas francesas victoriosas amenazaron Renania, el rey Federico Guillermo II mandó trasladar a los prisioneros al este de la ciudadela de Magdeburgo, donde permanecieron un año entero, desde el 4 de enero de 1793 hasta el 4 de enero de 1794.
Federico Guillermo decidió que podía ganar poco al continuar su batalla con las fuerzas francesas inesperadamente exitosas, y que tenía mejores oportunidades en el Reino de Polonia. De tal forma, detuvo las hostilidades armadas con la República y devolvió a los prisioneros estatales al antiguo aliado de la coalición, el monarca de Habsburgo Francisco II, Sacro Emperador del Imperio Romano. Lafayette y sus compañeros fueron inicialmente enviados a Neisse (hoy en día Nysa, Polonia) en Silesia. El 17 de mayo de 1794, fueron llevados a través de la frontera austriaca, donde una unidad militar estaba esperando para recibirlos. El día siguiente, los austriacos dejaron a los cautivos en una prisión de barracas, que había sido previamente un colegio de los jesuitas, en la ciudad fortaleza de Olmütz, Moravia (hoy en día Olomouc en Chequia).
Lafayette, al ser capturado, intentó usar la ciudadanía estadounidense que le habían otorgado para conseguir su liberación, por lo que contactó a William Short, el ministro de los Estados Unidos en La Haya. Aunque Short y otros enviados de EE. UU. querían socorrer a Lafayette por los servicios a su país, sabían que su estatus como oficial francés superaba toda demanda de ciudadanía estadounidense. Washington, quien era presidente para ese entonces, había ordenado a los enviados que evitaran acciones que involucraran al país en asuntos europeos, además de que los EE. UU. no tenían relaciones diplomáticas ni con Prusia ni con Austria. Sin embargo, mandaron dinero para que lo usara Lafayette y su esposa, a quien los franceses también habían apresado. El Secretario de Estado Jefferson encontró un limbo jurídico en el que se le podía pagar a Lafayette, con intereses, por sus servicios como mayor general desde 1777 hasta 1783. El Congreso escribió apresuradamente un acta que fue firmada por el presidente Washington. Estos fondos permitieron a los Lafayette tener privilegios en su cautiverio.
Una forma más directa de ayudar al antiguo general era en la forma de un intento de huida, patrocinado por la cuñada de Alexander Hamilton, Angelica Schuyler Church, y su esposo John Barker Church, un miembro del Parlamento Británico que había servido en el Ejército Continental. Contrataron a un joven médico de Hannover como agente, Justus Erich Bollmann, quien consiguió un asistente, un estudiante de medicina de Carolina del Sur llamado Francis Kinloch Huger. Era el hijo de Benjamin Huger, con quien Lafayette se había hospedado durante su primera llegada a Estados Unidos. Con su ayuda, Lafayette pudo escapar durante un viaje en carruaje con escolta en el campo de Olmütz, pero se extravió y fue capturado de nuevo.

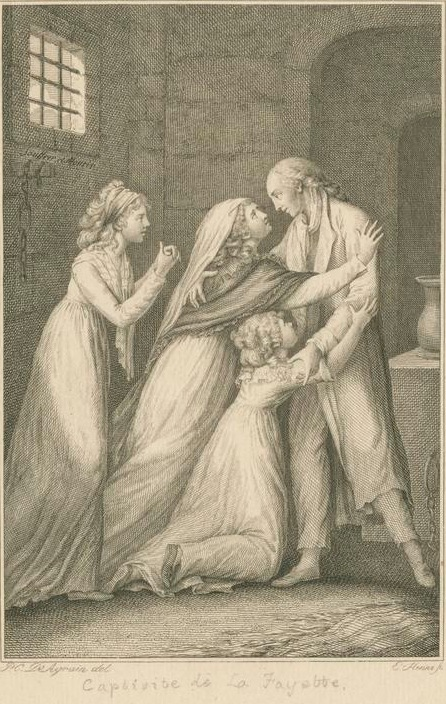
Representación de principios del de la reunión en prisión de Lafayette con su esposa e hijas.

Una vez que Adrienne salió de la cárcel en Francia, obtuvo con la ayuda del ministro de EE. UU. en Francia James Monroe pasaportes para ella y sus hijas para Connecticut, la cual le había otorgado la ciudadanía a toda la familia Lafayette. Su hijo Georges Washington había sido sacado a escondidas de Francia y llevado a Estados Unidos. Adrienne y sus dos hijas viajaron a Viena para una audiencia con el Emperador Francisco, quien les otorgó el permiso a las tres mujeres para vivir con Lafayette en cautiverio. Lafayette, quien había soportado el severo confinamiento solitario desde su intento de escape el año anterior, quedó asombrado cuando los soldados abrieron su celda para que su esposa e hijas pudieran ingresar el 15 de octubre de 1795. La familia se pasó los siguientes dos años en confinamiento juntos.
A través de la diplomacia, y carisma personal, los simpatizantes de Lafayette de ambos lados del Atlántico hicieron uso de sus influencias, sobre todo ante el gobierno francés posterior al Reinado de Terror. Un joven general victorioso, Napoleón Bonaparte, negoció la liberación de los prisioneros estatales de Olmütz, como resultado del Tratado de Campo Formio. El cautiverio de Lafayette, que duró más de cinco años, llegaba a su fin. La familia Lafayette y sus camaradas en cautiverio dejaron Olmütz con escolta austriaca a primeras horas de la mañana del 19 de septiembre de 1797, cruzando la frontera de Bohemia-Sajonia al norte de Praga, donde fueron oficialmente entregados al cónsul estadounidense en Hamburgo el 4 de octubre.
Desde Hamburgo, Lafayette le envió una carta de agradecimiento al general Bonaparte. El gobierno francés, el Directorio, no estaba dispuesto a dejar que Lafayette regresara a menos que jurara lealtad, lo cual él no estaba dispuesto a hacer, ya que creía que había llegado al poder por medios inconstitucionales. Como venganza, el Directorio vendió todas sus propiedades restantes, dejándolo como un indigente. La familia, pronto reunida con George Washington, quien había regresado de Estados Unidos, se recuperó en una propiedad cerca de Hamburgo que le pertenecía a la tía de Adrienne. Debido al conflicto entre los Estados Unidos y Francia, Lafayette no pudo viajar a Estados Unidos como había esperado, haciendo de él un apátrida.
Adrienne pudo ir a París e intentó conseguir la repatriación de su marido, halagando a Bonaparte, quien había regresado a Francia después de más victorias. Tras el coup d'état de Bonaparte del 18 de Brumario (9 de noviembre de 1799), Lafayette usó la confusión causada por el cambio de régimen para entrar a Francia con un pasaporte a nombre de "Motier". Bonaparte expresó estar furioso, pero Adrienne estaba convencida de que no era cierto, por lo que le propuso que Lafayette juraría lealtad, para después retirarse de la vida pública a una propiedad que ella poseía, La Grange. El nuevo gobernante de Francia le permitió a Lafayette quedarse, aunque originalmente sin ciudadanía y pudiendo ser arrestado si alguna vez se metía en política, además con la promesa de la eventual restauración de sus derechos civiles. Lafayette mantuvo el silencio en La Grange, pero cuando Bonaparte organizó una ceremonia conmemorativa para Washington en París, quien había muerto en diciembre de 1799, Lafayette no fue invitado, ni su nombre mencionado.

## Retiro de la política

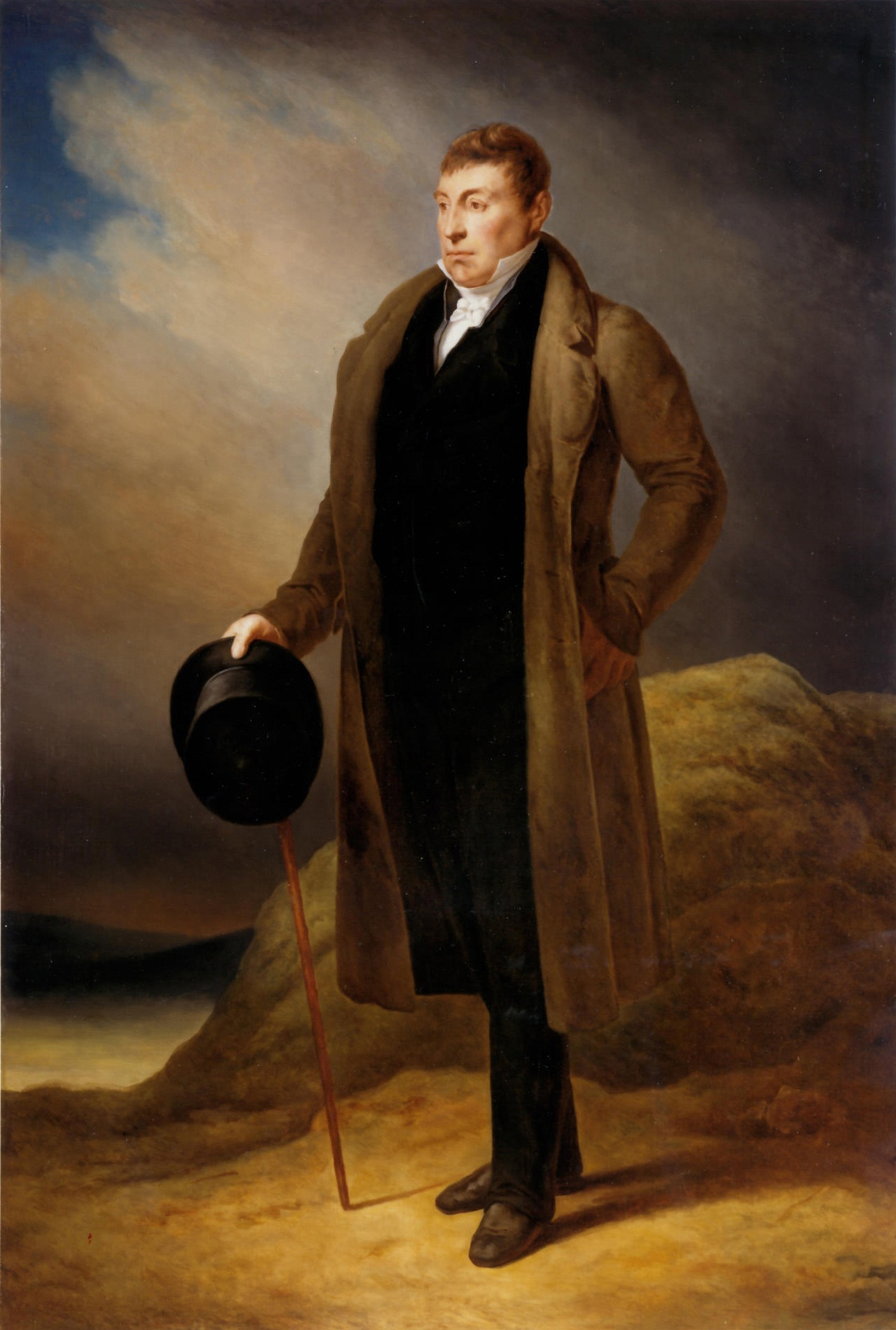
Retrato de 1824 por Scheffer en la Cámara de Representantes de los Estados Unidos.

Bonaparte devolvió la ciudadanía a Lafayette el 1 de marzo de 1800, por lo que fue capaz de recuperar algunas de sus propiedades. El gobernante ofreció nombrar a Lafayette embajador en los Estados Unidos, pero él rehusó, ya que Lafayette no quería involucrarse con el gobierno de Napoleón. En 1802, Lafayette fue parte de la pequeña minoría que votó no en el referéndum para que Napoleón se hiciera cónsul de por vida. Bonaparte ofreció asignar a Lafayette al Senado y otorgarle la Legión de Honor, pero Lafayette rehusó, aunque dijo que los hubiera recibido si hubieran sido por parte de un gobierno democrático.
En 1804, Bonaparte fue coronado como Emperador Napoleón después de un referéndum en el que Lafayette no participó. El general retirado se quedó relativamente callado, aunque sí hacía discursos en el Día de la Bastilla. Después de la Compra de la Luisiana, Jefferson, para ese entonces presidente, le preguntó si estaría interesado en ser gobernador. Lafayette lo rechazó, explicando que tenía problemas personales y que deseaba pelear por la libertad en Francia. Durante un viaje a Auvernia en 1807, Adrienne enfermó a causa de complicaciones derivadas de su tiempo en prisión. Sufría de delirios pero se recuperó lo suficiente para que en Nochebuena se juntara la familia alrededor de su cama y le dijera a Lafayette: "Je suis toute à vous" ("soy toda tuya"). Ella murió al día siguiente.
En los años posteriores a la muerte de Adrienne, Lafayette permaneció retirado en La Grange, mientras que el poder de Napoleón en Europa crecía, pero después se desvanecía. Mucha gente influyente y otros miembros del pueblo lo visitaban, especialmente estadounidenses. Escribió muchas cartas, especialmente a Jefferson, además de intercambiar regalos con él, como lo había hecho alguna vez con Washington.

## Restauración borbónica
En 1814, la coalición que se oponía a Napoleón invadió Francia y restauró la monarquía; el conde de Provenza (hermano del ejecutado Luis XVI) tomó el trono como Luis XVIII. Lafayette fue recibido por el nuevo rey, pero el firme republicano se oponía a la nueva, altamente restrictiva franquicia para la Cámara de Diputados que concedía el voto a solamente 90.000 hombres en una nación de 25 millones. Lafayette no aceptaba las elecciones de 1814, por lo que se quedó en La Grange.
Había descontento en Francia entre los soldados desmovilizados y otros. Napoleón había sido exiliado a Elba, una cercana isla en el archipiélago toscano. Cuando se le presentó una oportunidad, se fue a Cannes el 1 de marzo de 1815 con unos cientos de seguidores. Los franceses se reunían al ver su estandarte, de tal forma que pudo tomar París más tarde ese mes, provocando además la huida de Luis XVIII a Gante. Lafayette rechazó el llamamiento de Napoleón para servir en el nuevo gobierno, pero aceptó la elección para la nueva Cámara de Representantes bajo el Estatuto de 1815. Ahí, después de la derrota de Napoleón en la Batalla de Waterloo, Lafayette exigió su abdicación. Respondiendo al hermano del emperador, Luciano, Lafayette dijo:
¿Con qué derecho acusa usted a la nación de... querer perseverar en los intereses del emperador? La nación lo ha seguido en los campos de Italia, a través de las arenas de Egipto y las planicies de Alemania, a través de los desiertos helados de Rusia.... La nación lo ha seguido en cincuenta batallas, en sus derrotas y en sus victorias, pero al hacer esto ahora lamentamos la sangre de tres millones de franceses.
El 22 de junio de 1815, cuatro días después de Waterloo, Napoleón abdicó. Lafayette arregló un pasaje para el antiguo emperador a Estados Unidos, pero los británicos lo evitaron, por lo que Napoleón pasó el resto de sus días en la isla de Santa Elena en medio del Atlántico La Cámara de Representantes, antes de disolverse, designó a Lafayette para que llevara a cabo una comisión de paz, la cual fue ignorada por los aliados victoriosos, que ocuparon gran parte de Francia, los prusianos tomaron el control de La Grange y lo convirtieron en su cuartel general. Una vez que los prusianos se fueron a finales de 1815, Lafayette regresó a su casa como un ciudadano privado.
Las casas de Lafayette, tanto en París como en La Grange, fueron abiertas para los estadounidenses que desearan conocer al héroe de su Revolución, además de a muchas otras personas. Entre ellos estaba la novelista irlandesa Sydney, Lady Morgan, que también en 1818 coincidió con el pintor neerlandés Ary Scheffer y el historiador Augustin Thierry. Otros visitantes fueron el filósofo Jeremy Bentham, el erudito estadounidense George Ticknor y la escritora Fanny Wright.
Durante la primera década de la Restauración borbónica, Lafayette dio su apoyo para un número de conspiraciones en Francia y otros países europeos, las cuales no tuvieron ningún éxito. Estuvo metido en varios complots de los carbonarios y aceptó ir a la ciudad de Belfort, donde había un cuartel de tropas francesas, en la que asumió un papel importante en el gobierno revolucionario. Alertado de que el gobierno real se había enterado de la conspiración, regresó a medio camino a Belfort, para evitar mostrar que estaba involucrado. Con mayor éxito, apoyó a la Revolución Griega a inicios de 1821, usando cartas para intentar persuadir a los oficiales estadounidenses de que formaran una alianza con los griegos. El gobierno de Luis XVIII pensó arrestar tanto a Lafayette como a Georges Washington, quien también participó en los esfuerzos por la lucha griega, pero consideraron que era arriesgado por las consecuencias políticas si llegaban a hacerlo. Lafayette se mantuvo como miembro de la restaurada Cámara de Diputados hasta 1823, cuando las nuevas reglas plurales del voto causaron su derrota en la reelección.

## Gran recorrido por los Estados Unidos

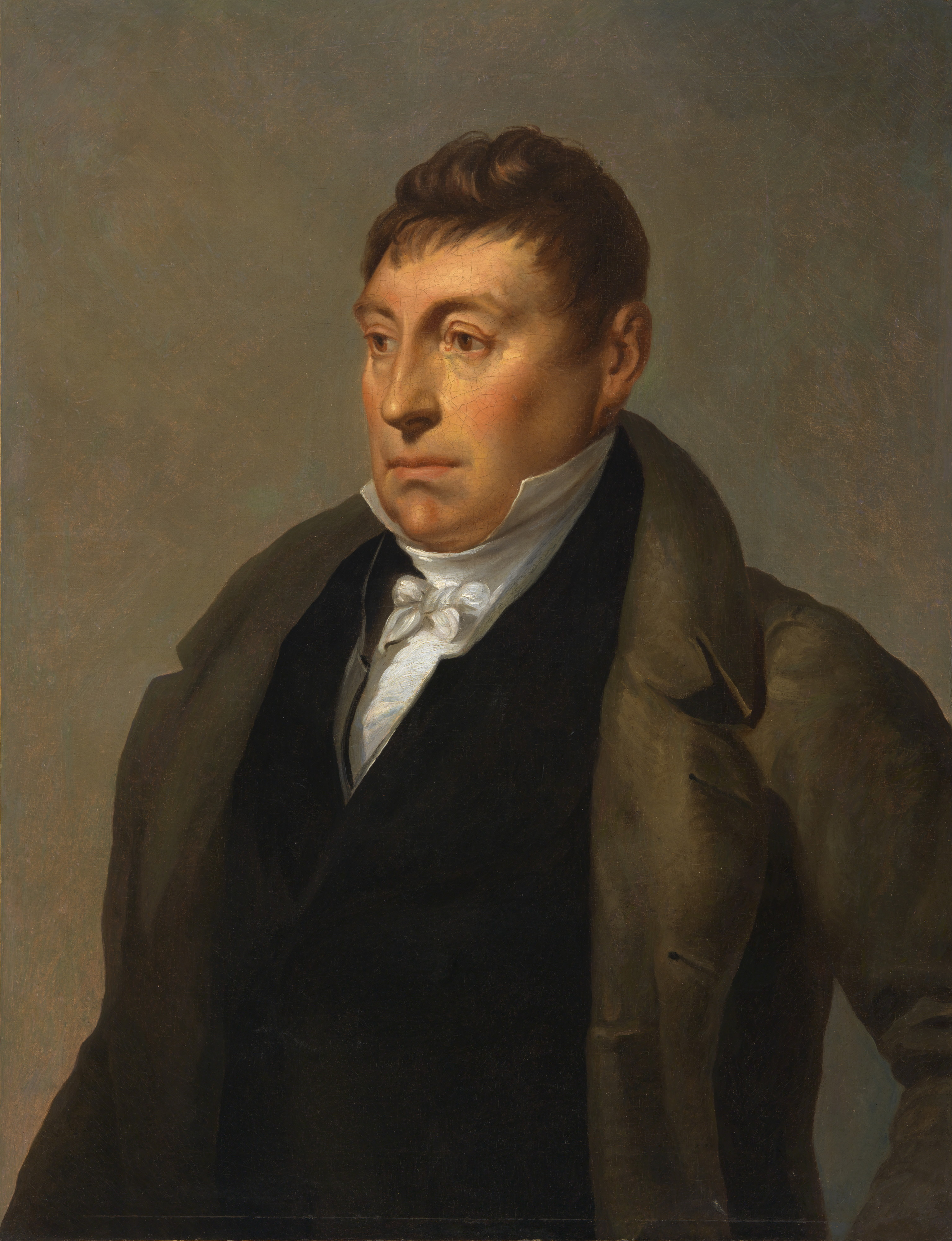
Retrato del General Lafayette (por Matthew Harris Jouett) en 1825

El presidente James Monroe y el Congreso invitaron a Lafayette a visitar los Estados Unidos en 1824, en parte para celebrar el próximo 50 aniversario de la nación. Monroe quería que Lafayette viajara en un buque de guerra estadounidense, pero el general sintió que llegar en una nave de tal categoría no era muy democrático, por lo que compró pasaje como un comerciante. Luis XVIII no estaba contento con el viaje, por lo que hizo que sus tropas dispersaran a las personas que lo fueron a despedir a El Havre.
Lafayette llegó a Nueva York el 15 de agosto de 1824, acompañado por su hijo Georges Washington y su secretario Auguste Levasseur. Al llegar, Lafayette fue recibido por un grupo de veteranos de la Guerra de Independencia, quienes habían peleado a su lado hacía muchos años. Nueva York se estremeció por cuatro días continuos debido a los días y noches de celebración. Cuando partió para lo que él pensó que sería un viaje relajado a Boston, en su lugar se encontró con un camino lleno de ciudadanos vitoreando, con bienvenidas organizadas en cada pueblo del camino. De acuerdo a Unger, "Era una experiencia mística que heredarían a sus descendientes. Lafayette había aparecido desde una época antigua, siendo el último líder y héroe del momento que definió la nación. Todos ellos sabían que ni ellos ni el mundo volverían a ver a alguien de su tipo otra vez."
Nueva York, Boston y Filadelfia hicieron lo posible por mejorar lo que el otro había hecho al celebrar y honrar a Lafayette. Por ejemplo, al necesitar un lugar para hospedarlo, Filadelfia renovó la vieja Casa de Estado (hoy en día el Independence Hall), la cual de otra forma podría haber sido derribada. Hasta ese punto, no era raro que los Estados Unidos construyeran monumentos, pero la visita de Lafayette desató una cadena de construcciones, usualmente con Lafayette, en su calidad de masón, colocando la piedra angular. Las artes se beneficiaron también por sus visitas, ya que muchas ciudades ordenaron que se hicieran retratos para sus edificios cívicos, así como en innumerables recuerdos (souvenirs). Lafayette originalmente tenía la intención de visitar solamente los trece estados durante su visita de cuatro meses; pero la visita se alargó hasta los dieciséis meses, ya que acabó visitando los veinticuatro.
Los pueblos y ciudades que visitó, incluyendo Fayetteville, Carolina del Norte, la primera ciudad nombrada en su honor, le dieron bienvenidas entusiastas. Visitó la Ciudad de Washington, la capital, y lo sorprendió la vestimenta simple que el presidente Monroe llevaba puesta, así como la falta de guardias alrededor de la Casa Blanca. En Virginia, visitó Mount Vernon, así como lo hiciera cuarenta años antes, pero ahora viendo la tumba de Washington. El 19 de octubre de 1824, estaba en Yorktown para el aniversario de la rendición de Cornwallis, después viajó a Monticello para encontrarse con su viejo amigo Jefferson y el sucesor de Jefferson, James Madison, quien llegó inesperadamente. Lafayette había cenado con el otro antiguo presidente que aún vivía, John Adams de 89 años de edad, en su casa cerca de Boston.
Con los caminos intransitables, Lafayette se quedó en Washington durante el invierno de 1824-25, por lo que pudo estar en el clímax de las disputadas elecciones de 1824, en la cual no hubo candidato presidencial que pudiera asegurar la mayoría del Colegio Electoral, mandando la decisión a la Cámara de Representantes. El 9 de febrero de 1825, se seleccionó al secretario de estado John Quincy Adams como presidente; el segundo lugar fue para el general Andrew Jackson, quien le dio la mano a Adams en la Casa Blanca con Lafayette presente.
En marzo de 1825, Lafayette comenzó el recorrido por los estados del sur y del oeste. El patrón general del viaje era el siguiente; era escoltado entre ciudades por la milicia estatal y entraba a cada pueblo a través de arcos construidos específicamente para él, para ser recibido por los políticos o dignatarios locales, todos ansiosos por ser vistos con Lafayette. Habría eventos especiales, visitas a campos de batalla y a sitios históricos, cenas de celebración, además de tiempo para que el público conociera al legendario héroe de la Revolución.
Lafayette visitó al general Jackson en su casa, La Ermita, en Tennessee. Al viajar por el Río Ohio en buque de vapor, el barco de Lafayette se hundió. Lo pusieron en un bote salvavidas con su hijo y su secretario, para después ser llevados a la costa de Kentucky y ser rescatados por otro buque de vapor. Aunque iba en la otra dirección, el capitán insistió en dar la vuelta y llevar a Lafayette a Louisville. Desde ahí, fue hacia el noreste, viendo las Cataratas del Niágara, además de tomar el Canal de Erie, considerada una maravilla moderna, para Albany. De nuevo en Massachusetts en junio de 1825, colocó la piedra angular del Monumento de Bunker Hill después de escuchar una oración de Daniel Webster. Lafayette tomó un puñado de tierra de Bunker Hill que al morir, sería esparcida en su tumba.

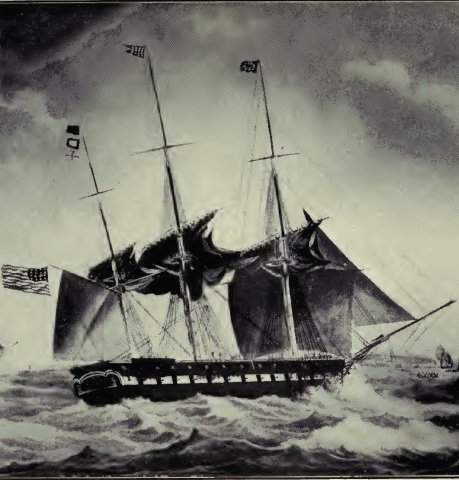
USS Brandywine, el barco donde Lafayette regresó a Francia

Después de Bunker Hill, Lafayette viajó a Maine y a Vermont, de tal forma logrando visitar todos los estados. Se encontró de nuevo con John Adams, para después regresar a Nueva York y posteriormente a la ciudad rival, Brooklyn, donde colocó la piedra fundacional de la biblioteca pública. Lafayette celebró su cumpleaños 68 el 6 de septiembre en una recepción con el presidente John Quincy Adams en la Casa Blanca, para partir al día siguiente. Se llevó con él, además de la tierra para ser colocada en su tumba, otros regalos. El Congreso, a petición de Monroe, le otorgó $200,000 como símbolo de gratitud por sus servicio para el país, y una gran lote de tierras públicas en Florida. El pasaje de regreso a Francia se realizó en un buque originalmente llamado Susquehanna, pero que fue renombrado USS Brandywine en honor a la batalla donde el marqués de Lafayette sangró por los Estados Unidos.

## Revolución de 1830
Mientras que Lafayette regresaba a Francia, Luis XVIII murió y Carlos X tomó el trono. Como rey, Carlos pretendía restaurar el poder absoluto del monarca y sus decretos ya habían generado protestas para cuando Lafayette llegó. Lafayette era el más prominente de quienes se oponían al rey. En las elecciones de 1827, el Lafayette de 70 años de edad fue elegido para la Cámara de Diputados de nuevo. Carlos no estaba feliz, por lo que disolvió la Cámara y ordenó nuevas elecciones: Lafayette ganó su asiento de nuevo.
Lafayette era franco respecto a las restricciones de Carlos con las libertades civiles y la nueva censura a la prensa. Daba discursos fogosos en la Cámara, denunciando los nuevos decretos y exigiendo que hubiera un gobierno representativo como el estadounidense. Organizaba cenas en La Grange, para estadounidenses, franceses y otros; todos venían a escuchar sus discursos sobre política, libertades y derechos. Era tan popular que Carlos sentía que no lo podía arrestar con seguridad, pero los espías de Carlos eran meticulosos: un agente del gobierno señaló: "sus (de Lafayette) brindis sediciosos...en honor a la libertad estadounidense".

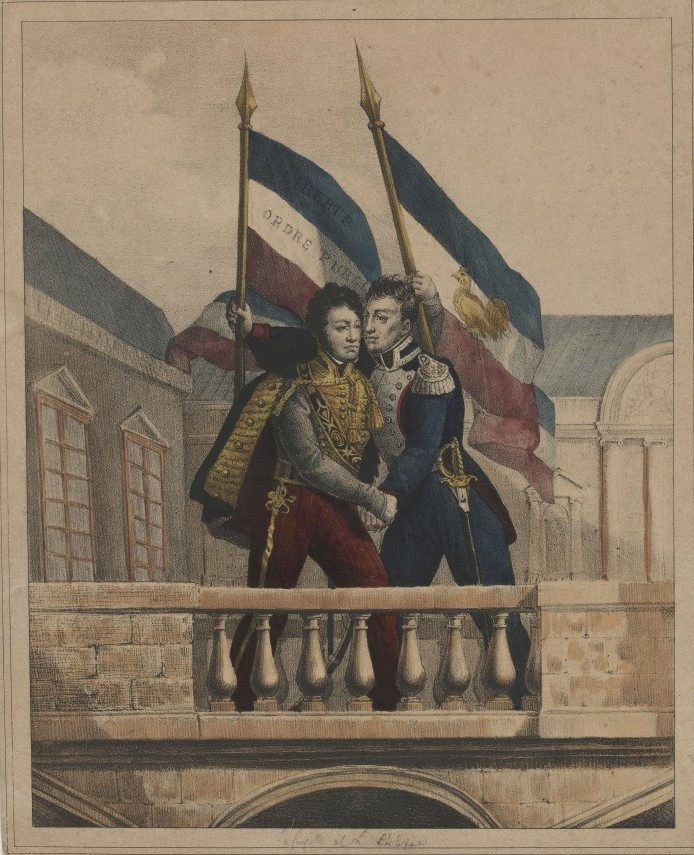
Lafayette y el duque de Orléans, 31 de julio de 1830

El 25 de julio de 1830, el rey firmó las Ordenanzas de Julio, retirando la posición de la clase media y disolviendo la Cámara de Diputados. Los decretos se publicaron al día siguiente. el 27 de julio, los parisinos colocaron barricadas a través de la ciudad y estallaron las revueltas. Como desafío, la Cámara continuaba con las reuniones. Cuando Lafayette, quien estaba en La Grange, escuchó lo que estaba pasando, fue a la ciudad rápidamente, para ser aclamado como líder de la revolución. Cuando sus compañeros diputados estaban indecisos, Lafayette fue a las barricadas y pronto las tropas reales se retiraron. Temiendo que los sucesos de la revolución de 1789 se fueran a repetir, los diputados nombraron a Lafayette el líder de la Guardia Nacional restaurada y le encomendaron mantener el orden. La Cámara estaba dispuesta a proclamarlo gobernante, pero rehusó obtener un poder que él consideraba inconstitucional. También se negó a hablar con Carlos, quien abdicó el 2 de agosto. Muchos jóvenes revolucionarios buscaban una república, pero Lafayette sentía que podría llevar a una guerra civil, por lo que decide ofrecerle el trono al duque de Orleáns, Luis Felipe, quien había vivido en Estados Unidos y tenía más sensibilidad para con la gente común que Carlos. Lafayette aseguró el acuerdo de Luis Felipe, quien aceptó el trono, con varias reformas. El general se mantuvo como comandante de la Guardia Nacional. Esto no duró mucho, la breve entrada armónica del rey pronto se desvaneció, además de que la mayoría conservadora votó por abolir el puesto de Lafayette en la Guardia Nacional el 24 de diciembre de 1830. Lafayette regresó al retiro, expresando su intención de hacerlo.

## Últimos años y muerte

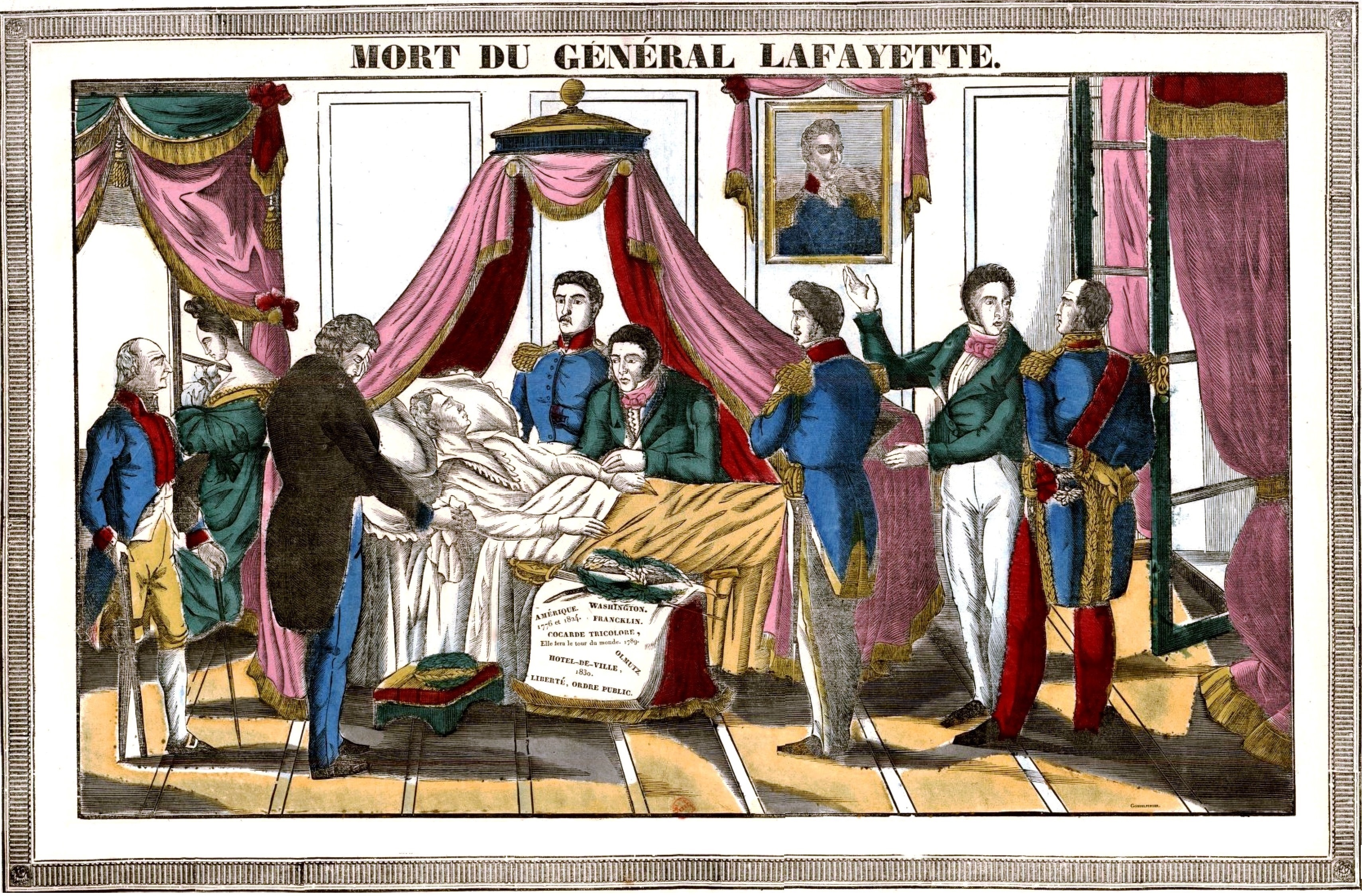
Mort du général Lafayette (Muerte del general Lafayette) - Gondelfinger - 1834

La desilusión de Lafayette con Luis Felipe se incrementaba, porque daba pasos atrás en las reformas y no cumplía las promesas que había hecho. El general retirado se enojó con su rey y rompió su relación con él, causando una brecha que se incrementó cuando el gobierno usó la fuerza para suprimir una huelga en Lyon. Lafayette usó su posición en la Cámara para promover propuestas liberales, para que en 1831 sus vecinos lo eligieran alcalde en la aldea de La Grange y además para ser consultor en el departamento de Sena y Marne. El año siguiente, Lafayette sirvió como portador del ataúd y habló en el funeral del general Jean Maximilien Lamarque, otro oponente de Luis Felipe. A pesar de las exigencias de Lafayette por la calma, hubo revueltas en las calles y se colocaron barricadas en la Plaza de la Bastilla. El rey destruyó esta rebelión de junio por la fuerza, causando la indignación de Lafayette. Lafayette regresó a La Grange hasta que la Cámara se reunió en noviembre de 1832. Condenó a Luis Felipe por introducir la censura, como lo había hecho Carlos X.
Lafayette habló por última vez en la Cámara de Diputados el 3 de enero de 1834. El mes siguiente, se desplomó en un funeral debido a la neumonía. Aunque se recuperó, el mayo siguiente fue húmedo y, después de haber estado expuesto durante una tormenta, tuvo que postrarse en cama para descansar.

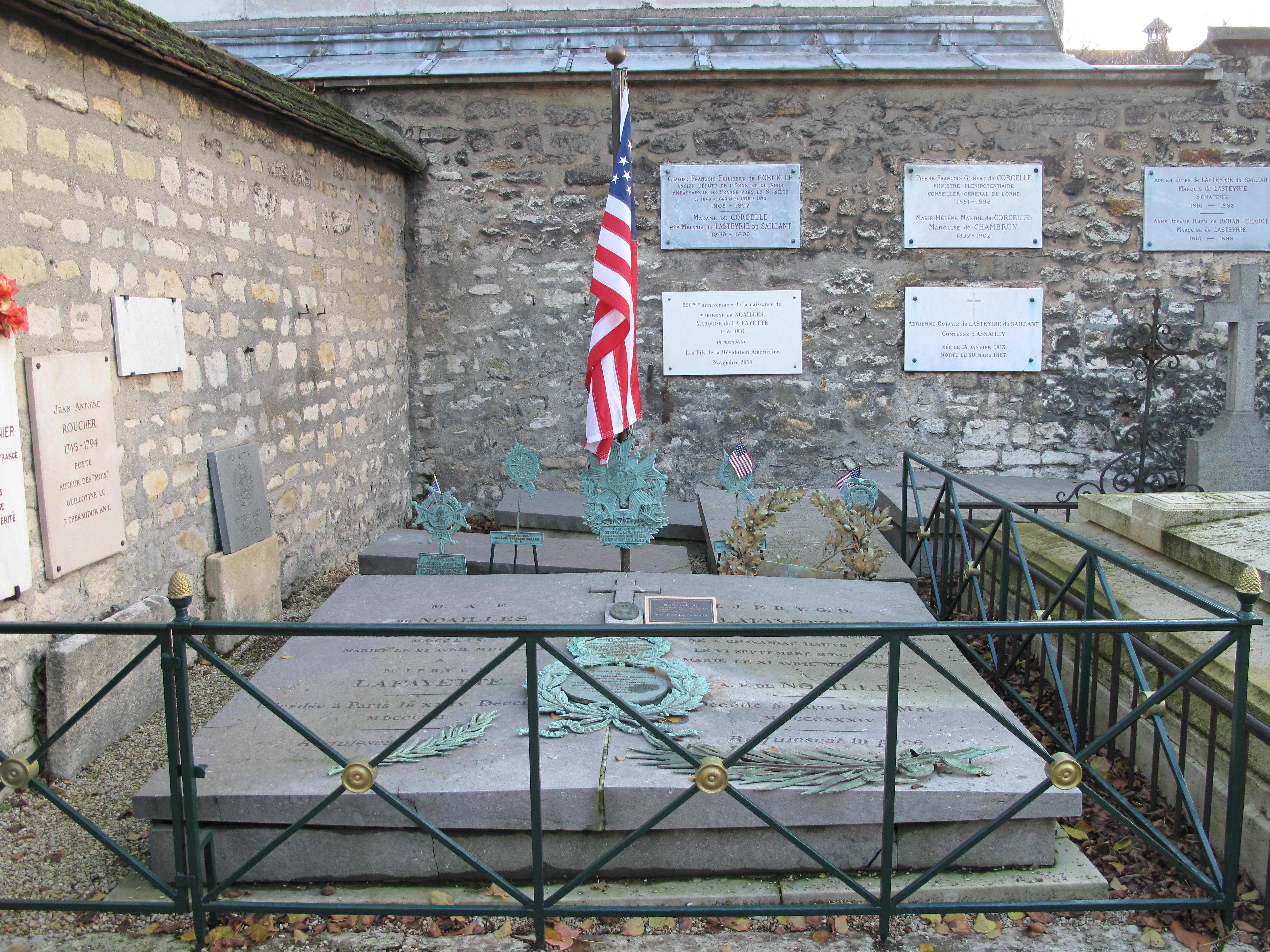
La tumba de Lafayette en el cementerio de Picpus, París.

El 20 de mayo de 1834, Lafayette murió en el número 6 de la calle (rue) d'Anjou-Saint-Honoré en París (hoy en día el 8 rue d'Anjou en el distrito 8 de París) a la edad de 76 años. Fue sepultado junto a su esposa en el Cementerio Picpus bajo tierra de Bunker Hill, la cual su hijo Georges Washington esparció sobre el féretro. El rey Luis Felipe ordenó un funeral militar para que el público no asistiera. Multitudes se reunieron para protestar por su exclusión.
En los Estados Unidos, el presidente Jackson ordenó que Lafayette recibiera los mismos homenajes fúnebres que se le habían dado a Washington en 1799. Ambas Cámaras del Congreso fueron cubiertas de negro por treinta días, además de que los miembros usaban insignias de luto. El Congreso exhortó a los estadounidenses a seguir las mismas prácticas de luto. Más tarde en 1834, el antiguo presidente John Quincy Adams dio elogios a Lafayette que duraron tres horas, llamándolo «uno de los más altos en la lista de puros y desinteresados benefactores de la humanidad».

## Distinciones honoríficas
Francesas
- Caballero de la Orden de San Luis

Extranjeras
- Miembro de la Sociedad de Cincinnati (Estados Unidos de América)

## Análisis
En el transcurso de su vida, Lafayette fue un exponente de los ideales de la Ilustración, especialmente de los derechos humanos y el nacionalismo liberal. A pesar del hecho de que pasó la mayor parte de su carrera política en oposición, sus opiniones fueron tomadas con seriedad por los intelectuales y otros en ambos lados del Atlántico.
En los Estados Unidos, la imagen de Lafayette, desde la época de la Revolución Estadounidense, se derivó de su "desinterés" al pelear, sin paga, por la libertad de un país que no era el suyo. Como cuando Samuel Adams elogió a Lafayette, diciendo que él "renunció a los deleites de la vida doméstica al exponerse a las dificultades y peligros" de la guerra, él peleó "por la gloriosa causa de la libertad". Este punto de vista fue compartido por muchos contemporáneos, estableciendo un imagen de Lafayette en la que buscaba fomentar, no el interés nacional de un país, sino la libertad de toda la humanidad. Mientras Lafayette desempeñaba sus papeles en la Revolución Francesa, él ganó un nuevo papel a los ojos de los estadounidenses: el de un abogado de las virtudes de la república estadounidense, buscando transportarlas desde el Nuevo Mundo al Viejo. Esto fue reforzado por su posición como hijo sustituto y discípulo de George Washington, quien era considerado el Padre de la Patria y la encarnación del experimento estadounidense.
Lafayette se convirtió en un icono estadounidense, en parte debido a que nunca fue asociado con una región en particular del país: él era un extranjero, no vivía en Estados Unidos y además luchó en Nueva Inglaterra, los estados del Atlántico Medio y el Sur. De tal forma, era una figura unificadora. Su papel en la Revolución Francesa, en la cual fue visto por los estadounidenses como un timonel, incrementó su popularidad. Los estadounidenses eran naturalmente comprensivos a una causa republicana, pero también recordaban a Luis XVI como amigo de los nacientes Estados Unidos. Cuando Lafayette cayó del poder en 1792, los estadounidenses culpaban al faccionalismo por la destitución de un hombre quien estaba, a sus ojos, por encima de tales cosas.
En 1824, Lafayette regresó a los Estados Unidos al tiempo que los estadounidenses cuestionaban el éxito del experimento republicano en vista del desastre económico conocido como el Pánico de 1819, además del conflicto seccional que resultó en el Compromiso de Misuri. Los anfitriones de Lafayette lo consideraban un juez para saber qué tan exitoso había sido el experimento. De acuerdo al historiador cultural Lloyd Kramer, Lafayette (así como un visitante futuro de Estados Unidos, Alexis de Tocqueville), "otorgaba confirmaciones extranjeras de la autoimagen que formó la identidad nacional de Estados Unidos a principios del siglo XIX y que desde ese entonces se ha mantenido como un tema dominante en la ideología nacional: la creencia de que los Padre Fundadores de Estados Unidos, las instituciones y la libertad crearon la sociedad más democrática, igualitaria y próspera del mundo".
El historiador Gilbert Chinard escribió en 1936, "Lafayette se convirtió en una figura legendaria y en un símbolo tan temprano en su vida que, además de que las generaciones siguientes han aceptado voluntariamente el mito, cualquier intento de despojar al joven héroe de su aureola era probablemente considerado un acto iconoclasta y un sacrilegio." Esa leyenda se ha usado políticamente: el nombre y la imagen de Lafayette eran repetidamente invocadas en 1917 al buscar ganar el apoyo popular para la entrada de Estados Unidos a la Primera Guerra Mundial, culminando con la famosa frase, "Lafayette, aquí estamos". Esto tuvo un costo sobre la imagen de Lafayette en Estados Unidos: los veteranos regresaban del frente cantando "Hemos pagado nuestra deuda con Lafayette, ¿a quién demonios le debemos ahora?" Una amenaza a largo plazo fue la sofisticación incremental de los estadounidenses y la necesidad de símbolos de patriotismo que disminuía cada vez más; para 1971, de acuerdo a Anne C. Loveland, "Lafayette ya no servía como un símbolo de héroe nacional." En 2002, el Congreso votó para conceder a Lafayette la ciudadanía honoraria.
La reputación de Lafayette en Francia es más problemática. Thomas Gaines, en su libro acerca de Lafayette, señaló que la respuesta a la muerte de Lafayette fue bastante más silenciada que en Estados Unidos, además sugirió que pudo haberse debido a que Lafayette era el último héroe sobreviviente de la única Revolución estadounidense, mientras que la evolución del gobierno francés había sido mucho más caótico. El papel de Lafayette, específicamente en la Revolución Francesa, creó una imagen más matizada de él en la historiografía francesa. Para el historiador del siglo XIX Jules Michelet, Lafayette era un "ídolo mediocre", levantado por la turba más alto de lo que sus talentos merecían. En su obra "Histoire et dictionnaire de la Révolution française", Jean Tulard, Jean-François Fayard y Alfred Fierro, señalaron el comentario en el lecho de muerte de Napoleón acerca de Lafayette, que decía que si Napoleón hubiera tenido el lugar de Lafayette en la Revolución Francesa, "el rey todavía estaría sentado en su trono". Llamaron al comentario de Napoleón "no muy excesivo" y señalaron a Lafayette "como un enano político de cabeza vacía y una de las personas más responsables por la destrucción de la monarquía francesa". Gaines no estaba de acuerdo, y señaló que los historiadores liberales y marxistas también discrepaban con esa percepción de Lafayette. Como pudo probar Lloyd Kramer, en una encuesta al público francés, justo antes del bicentenario de la Revolución en 1989, el 57 por ciento decía que Lafayette era la figura que más admiraban de la Revolución, con Marat y Saint-Just empatando en segundo lugar con 21 por ciento cada uno: "él (Lafayette) claramente tenía más partidarios franceses a inicios de la década de 1900 de los que se podían reunir a inicios de la década de 1790".
Marc Leepson concluyó en su estudio acerca de la vida de Lafayette:

El marqués de Lafayette no era perfecto. Era a veces vanidoso, inocente, inmaduro y egocéntrico. Pero nunca olvidaba sus ideales, incluso cuando eso significaba poner su vida y su fortuna en peligro. Esos ideales probaban ser los fundamentos principales de dos de las naciones más duraderas del mundo, los Estados Unidos y Francia. Ese es el legado que pocos líderes militares, políticos o grandes hombres de estado pueden igualar.

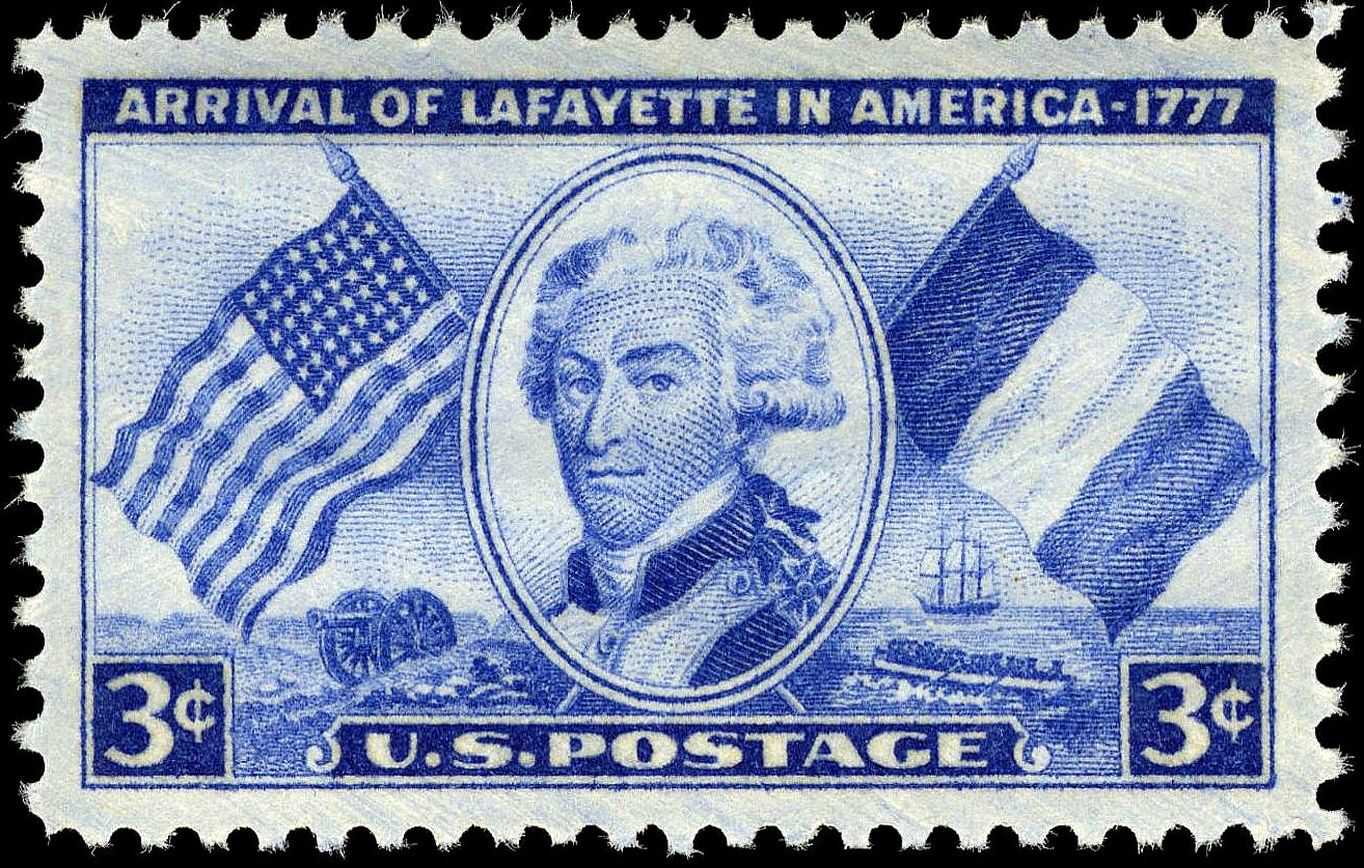
175 aniversario de la llegada de Lafayette a América en 1777, emisión de 1952
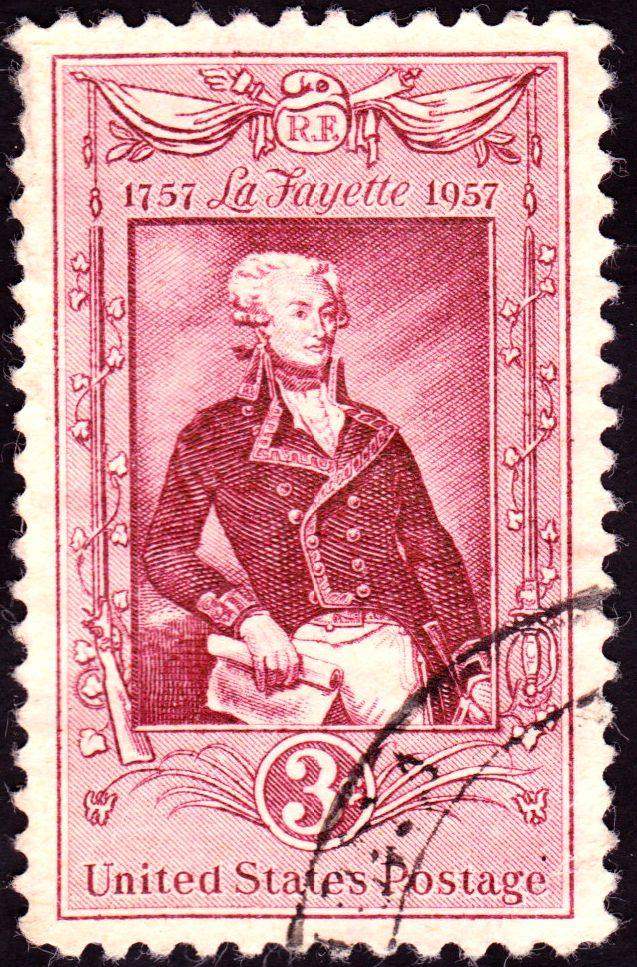
200 aniversario del nacimiento de Lafayette, emisión de 1957
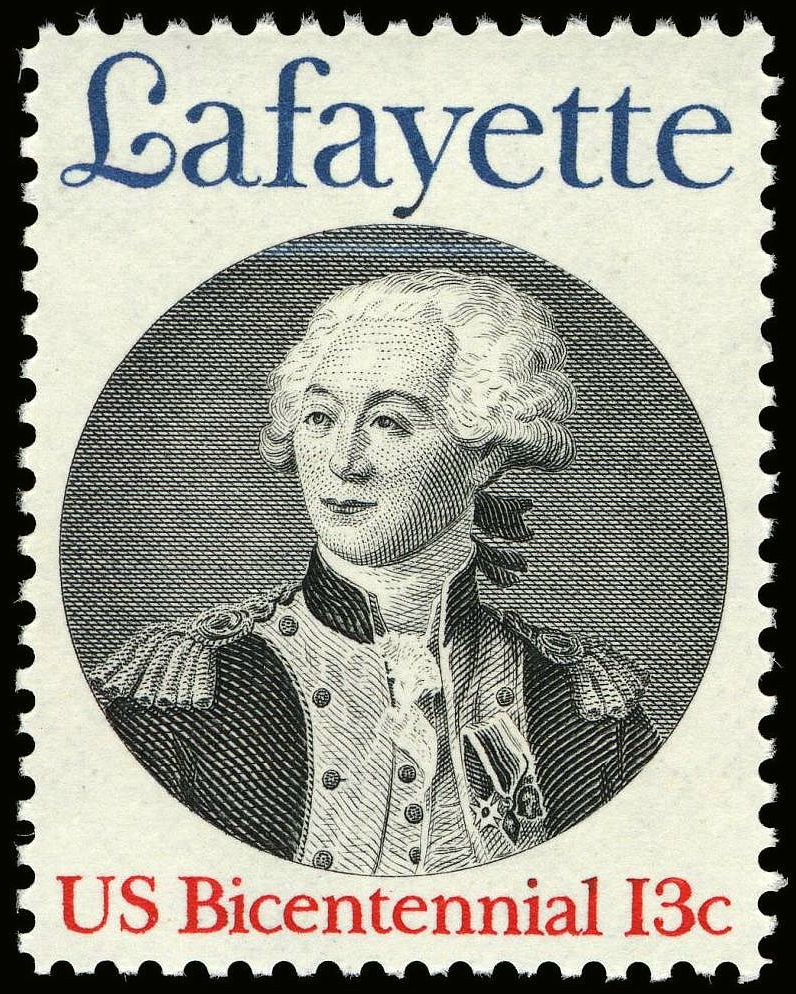
200 aniversario de la llegada de Lafayette, parte de la Serie del Bicentenario